# Affreschi di palazzo Sampieri
(Carlo Cesare Malvasia, Felsina Pittrice - 1678. Il termine sgangherati è da intendersi nel senso di proporzioni fuori dalla norma, gli eccezionali muscoli di Ercole)
Gli affreschi di Palazzo Sampieri (poi Sampieri-Talon), a Bologna, sono un'opera pittorica realizzata da Annibale, Agostino e Ludovico Carracci.
Si tratta dell'ultima impresa collettiva dei tre artisti bolognesi.

## Storia

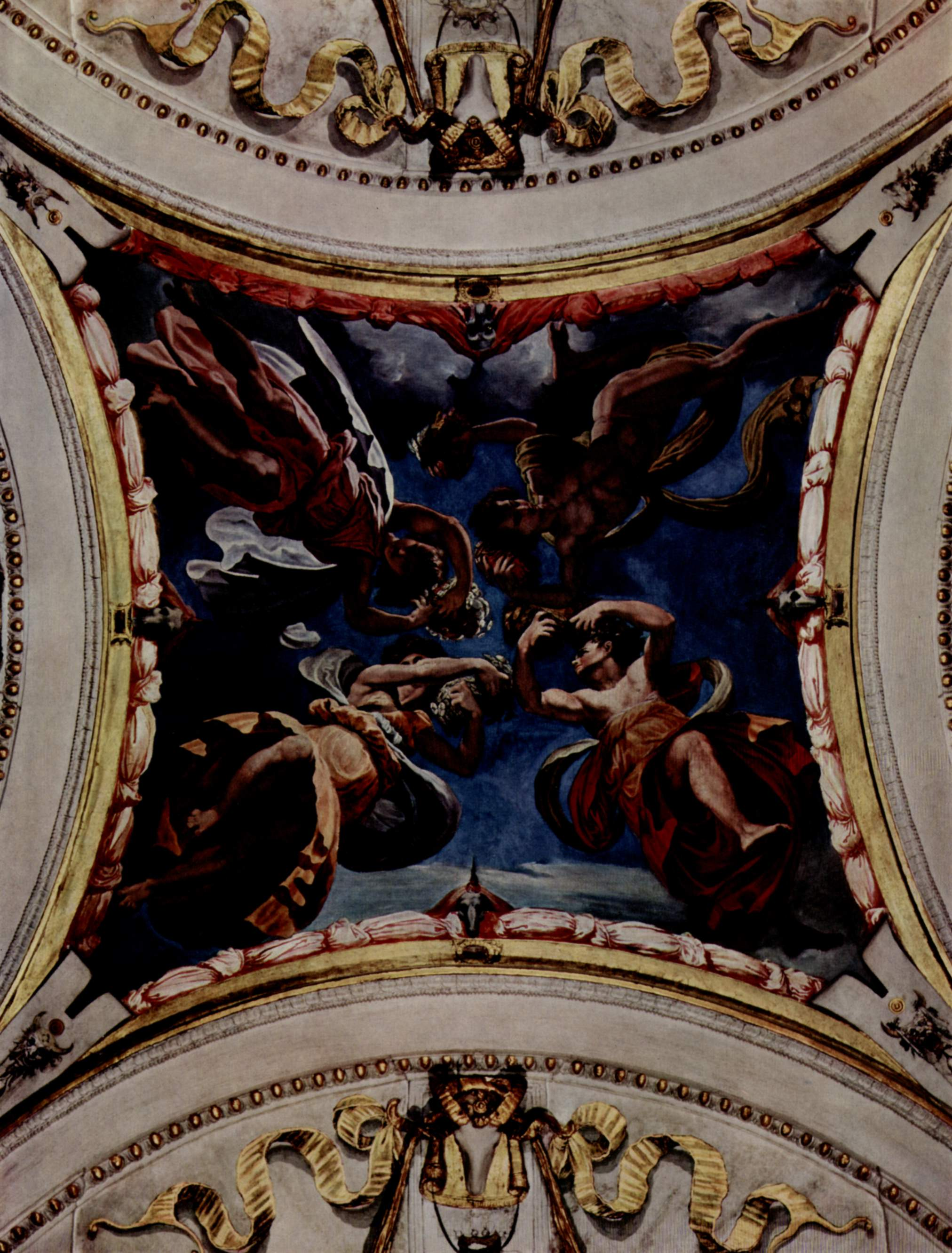
Pellegrino Tibaldi, Danza di geni, 1554-1556, Bologna, Palazzo Poggi

L’intervento decorativo dei Carracci nel Palazzo Sampieri, sito in Strada Maggiore a Bologna, fu voluto da Astorre Sampieri, giovane abate di Santa Lucia di Roffeno e rampollo di una potente famiglia assurta al rango senatorio nel 1590.
Astorre, da poco rientrato in città dopo aver ricoperto incarichi altrove, chiamò ad abbellire la sua dimora i tre cugini ormai artisti di grido a Bologna, affermatisi anche grazie al successo ottenuto dalle decorazioni di altre case nobiliari, come gli affreschi di Palazzo Fava (Storie di Giasone e Medea e Storie di Enea) e, ancor di più, di Palazzo Magnani (Storie della fondazione di Roma), il capolavoro collettivo dei Carracci.
A differenza di queste precedenti imprese, i tre pittori in Palazzo Sampieri non dipinsero un fregio – tipo di decorazione parietale assai diffusa a Bologna consistente nella realizzazione lungo le pareti di una stanza, immediatamente sotto il soffitto, di una sequenza di scene che sviluppano un tema narrativo e sono intervallate da elementi divisori detti termini – ma realizzarono, nei tre vani in cui operarono, tre grandi scene sulla volta di ogni stanza, raffigurate in sottinsù e, sempre uno per vano, tre sopra-camini (altro elemento decorativo molto in voga in città).
Non si conoscono le ragioni di questa scelta: forse fu Astorre Sampieri a voler qualcosa di diverso rispetto al modello decorativo più diffuso oppure gli ambienti da affrescare – con le volte piuttosto ribassate – non erano particolarmente adatti ad un fregio.
Nessuno dei tre Carracci si era sino ad allora cimentato con la tecnica del sottinsù. Cionondimeno ne avevano sicuramente ampia cognizione essendo, Annibale ed Agostino in specie, conoscitori ed ammiratori della pittura veneziana ove questa particolare raffigurazione prospettica era molto diffusa nella decorazione dei soffitti di chiese e palazzi. In effetti, negli affreschi di Strada Maggiore sono stati colti dei rimandi ad esempi del Veronese e del Tintoretto (artisti che Agostino Carracci aveva personalmente conosciuto), tuttavia il precedente che senza dubbio ebbe maggiore influenza su questi lavori si trova ancora a Bologna negli affreschi di Pellegrino Tibaldi realizzati a metà Cinquecento in Palazzo Poggi, allora raro (se non unico) esempio felsineo di sottinsù.
È in particolare la raffigurazione di una danza di geni affrescata da Tibaldi nella volta di un piccolo ambiente di Palazzo Poggi (adiacente alla sala con il più noto ciclo con le Storie di Ulisse dello stesso pittore) che sembra essere stato il principale punto di riferimento seguito dai Carracci nella loro ultima prova collettiva.
Notevole complemento degli affreschi di Palazzo Sampieri sono le ricchissime cornici in stucco dello scultore Gabriele Fiorini, fidato collaboratore dei Carracci, da essi già chiamato a collaborare in altri cantieri ed in particolare a Palazzo Magnani.
Oltre agli affreschi, il Sampieri commissionò ai Carracci tre grandi tele, da collocare come sovrapporta in ognuna delle stanze oggetto della campagna decorativa, raffiguranti episodi evangelici in cui Cristo colloquia con delle donne: Cristo e la Samaritana al pozzo (di Annibale), Cristo e la Cananea (di Ludovico) e Cristo e l'adultera (di Agostino). Tutti e tre i dipinti si trovano oggi nella Pinacoteca di Brera a Milano.

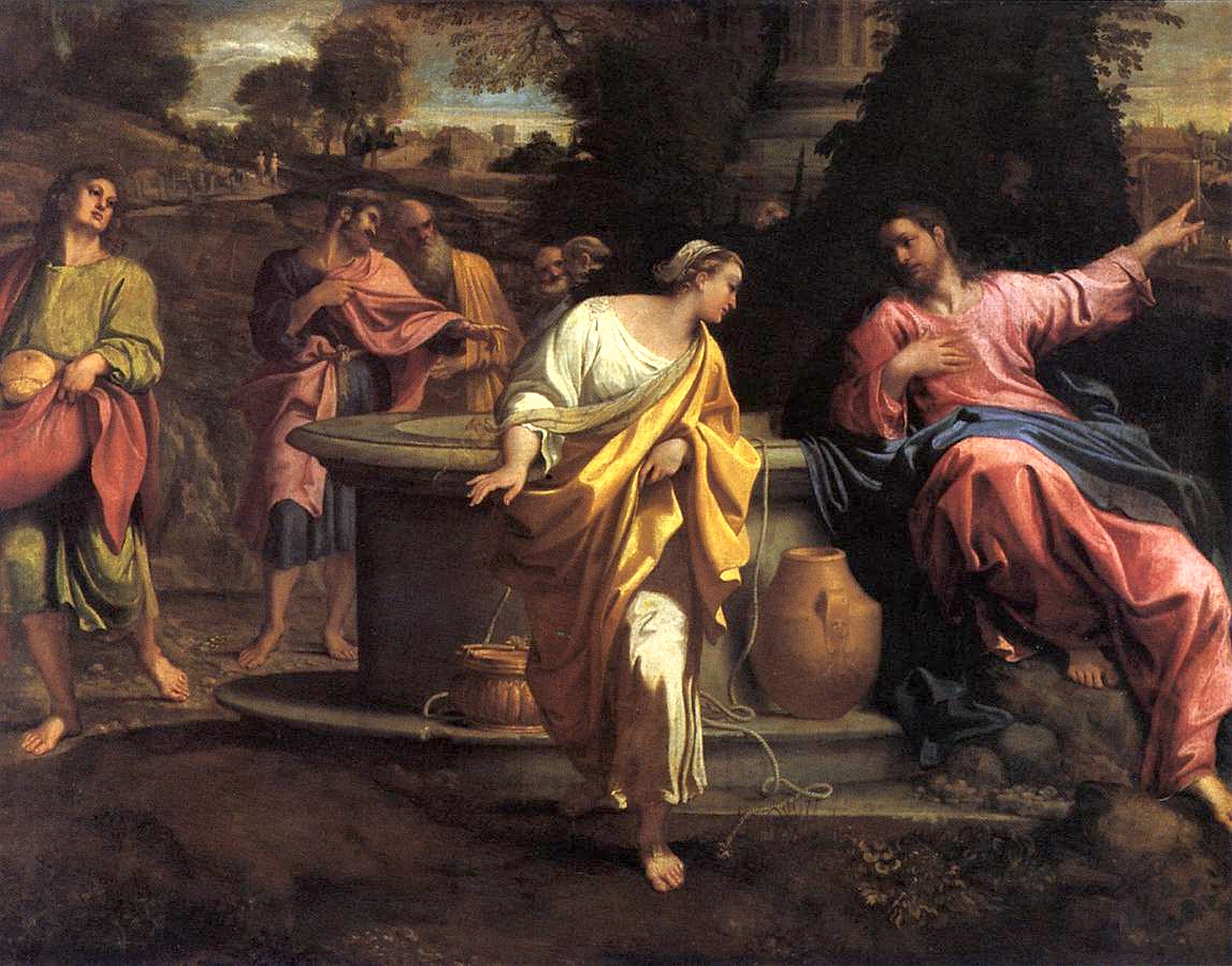
Annibale, Cristo e la Samaritana al pozzo
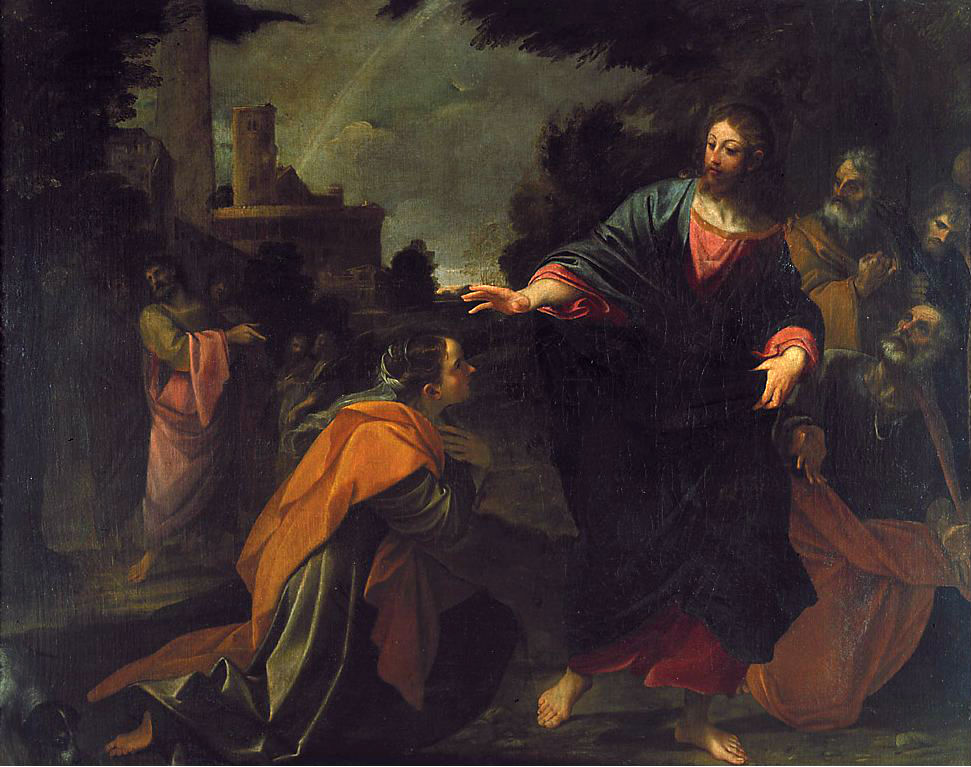
Ludovico, Cristo e la Cananea
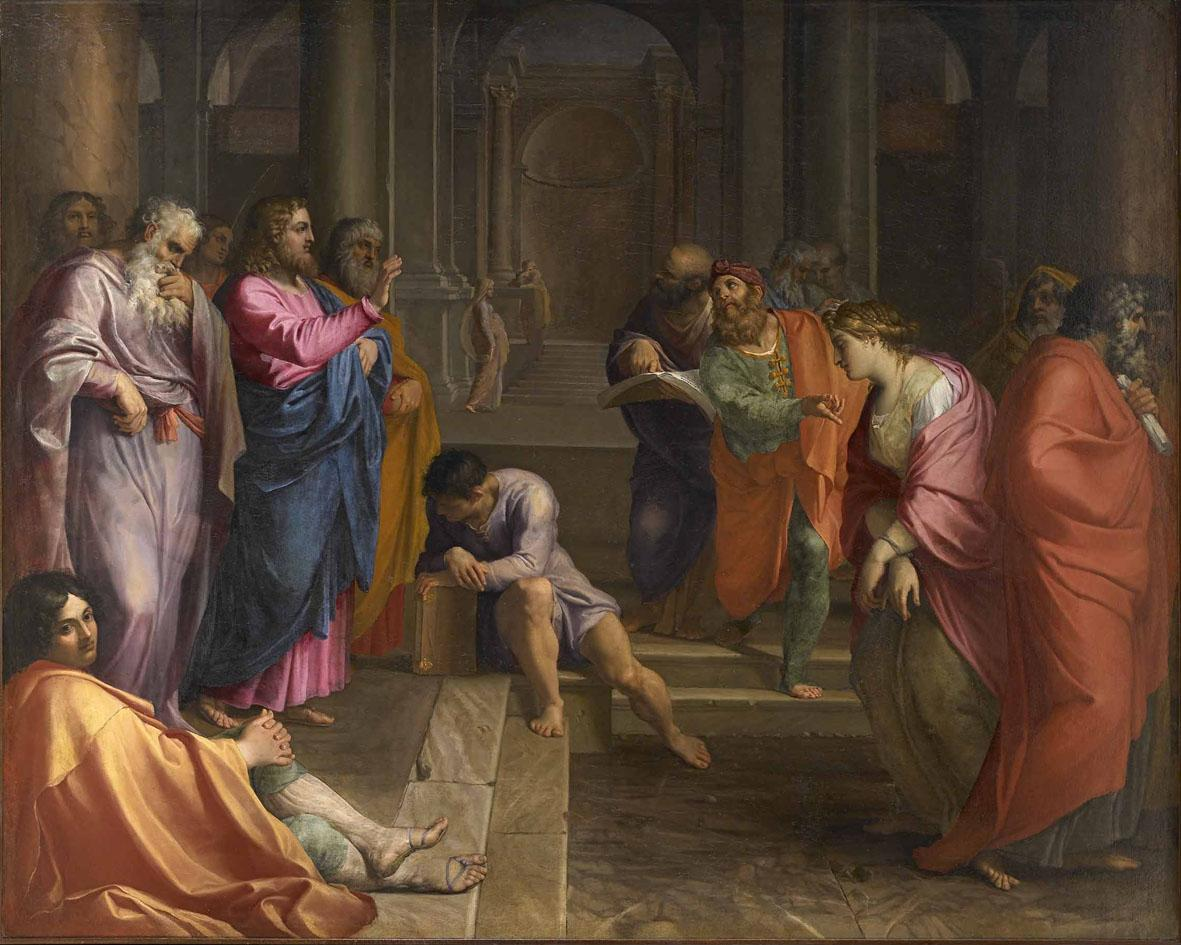
Agostino, Cristo e l'adultera

Nessuna fonte o documento noto comprova in modo diretto la datazione dell'impresa eseguita per l'abate Sampieri. Tuttavia un significativo termine ante quem è fornito da un'incisione - attribuita a Francesco Brizio o ad un giovanissimo Guido Reni - tratta dalla Samaritana di Annibale (British Museum) che reca la data del 1595. La conclusione dell'intera campagna decorativa è stata di poco anticipata rispetto a tale termine dallo storico dell'arte Hans Tietze  - in uno studio di inizio Novecento - che la colloca al 1593-1594. Proposta accettata in modo sostanzialmente unanime dagli studi successivi.
Stando a questa datazione, in Strada Maggiore i tre Carracci lavorarono per l'ultima volta insieme. Poco dopo la conclusione di questo lavoro, infatti, Annibale si trasferì a Roma dove rimase sino alla morte, Agostino lo raggiunse poco dopo per poi spostarsi nuovamente a Parma, dove morì, mentre Ludovico rimase a Bologna divenendo l'incontrastato caposcuola dell'ambiente artistico cittadino.

## Descrizione

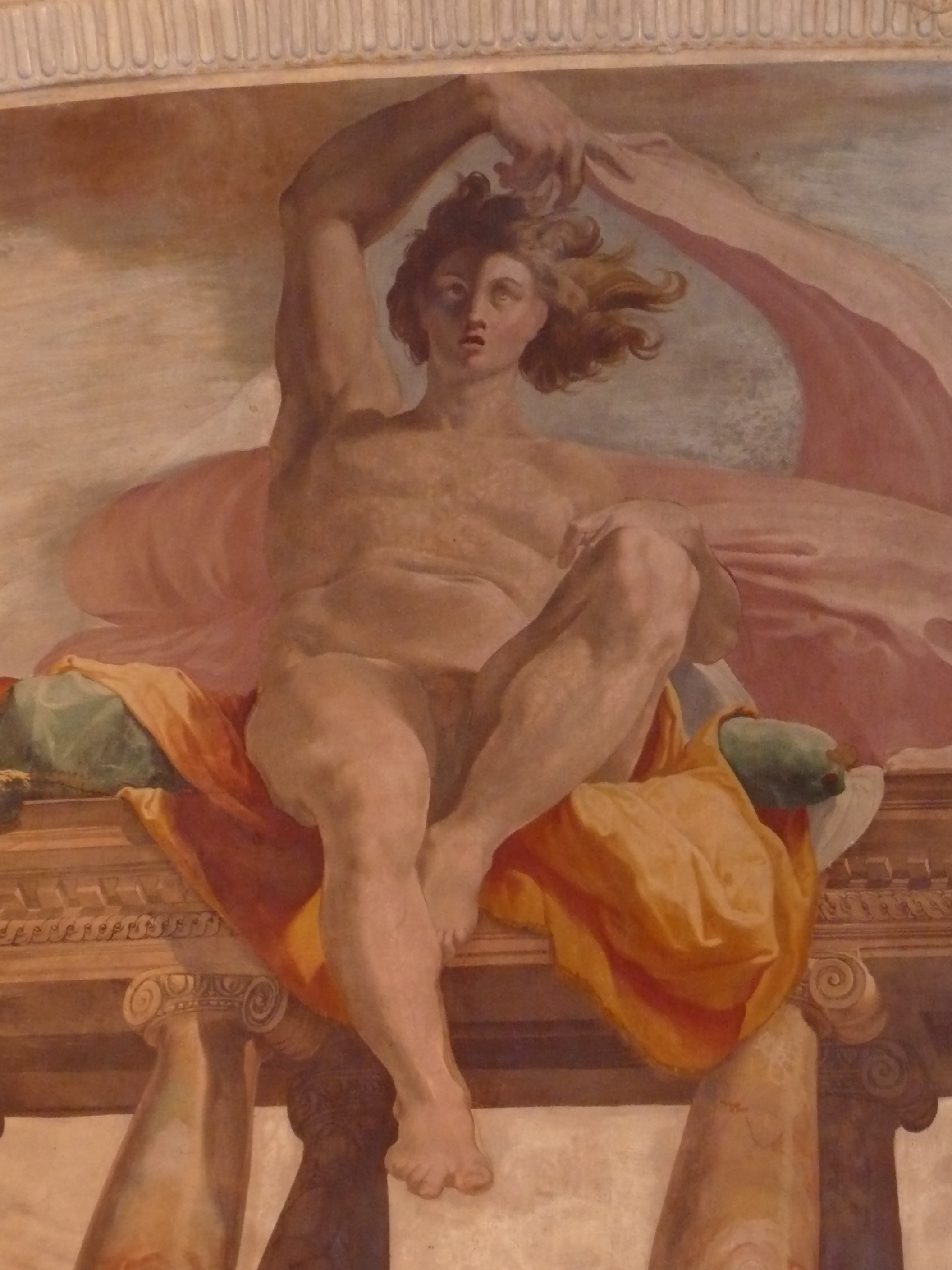
Pellegrino Tibaldi, Ignudo, (particolare delle Storie di Ulisse), 1550 ca., Bologna, Palazzo Poggi

Protagonista degli affreschi di Palazzo Sampieri è Ercole cui sono dedicate quattro delle sei scene complessive. La presenza di Ercole nelle decorazioni cinquecentesche di dimore gentilizie è tutt'altro che rara (esempi se ne trovano a Palazzo Te a Mantova, a Villa d'Este a Tivoli, nel Palazzo Farnese di Caprarola per citare solo alcuni precedenti) ed è connessa all'affermarsi in epoca rinascimentale di una visione del semidio quale personificazione allegorica della virtù che sconfigge il vizio, a sua volta simboleggiato dalle tante creature mostruose che l'eroe sottomette nel corso delle sue fatiche.
Anche l'impresa decorativa dei Carracci da questo punto di vista non fa eccezione comparendovi Ercole (specie nelle scene dei soffitti) chiaramente come esempio virtuoso.
Non casualmente pertanto diverse riprese dagli affreschi di Palazzo Sampieri si trovano nel Camerino Farnese, prima grande impresa artistica di Annibale Carracci a Roma, che è un'ulteriore raffigurazione - e tra le più significative iconograficamente - delle storie di Ercole come allegoria morale della vittoria del bene sul male. 

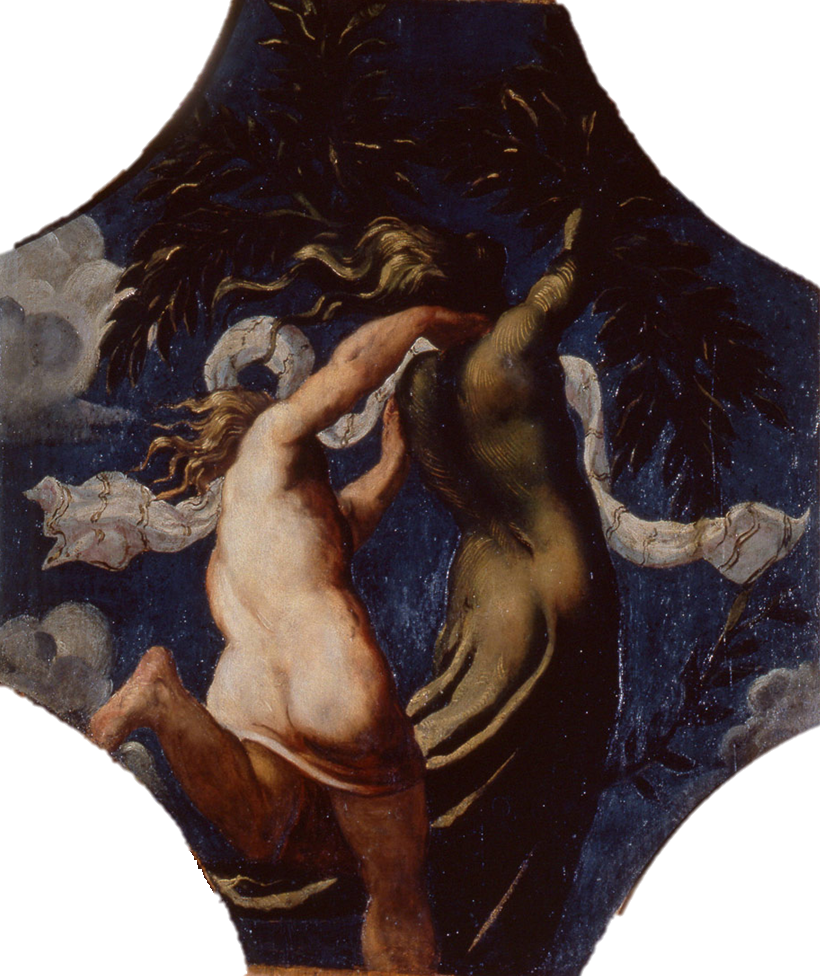
Tintoretto, Apollo e Dafne, 1541, Modena, Galleria Estense

Il precedente del Tibaldi in Palazzo Poggi, oltre alla già osservata influenza sull'inquadramento prospettico degli affreschi Sampieri, venne ripreso anche sul piano più strettamente stilistico. Le muscolose figure dei dipinti carracceschi, in primis quella di Ercole, sembrano infatti modellate sui giovani nudi del Tibaldi (a loro volta chiaramente di derivazione michelangiolesca) poggiati sui cornicioni illusionistici della sala ove sono raffigurate le Storie di Ulisse, giovani atleti anch'essi scorciati in sottinsù.
Oltre al Tibaldi, tra gli altri possibili riferimenti dell'ultima prova congiunta dei Carracci è indicata anche una serie di ottagoni con temi tratti dalle Metamorfosi di Ovidio dipinti dal Tintoretto, nel 1541, per la decorazione del soffitto di un palazzo veneziano.
Quanto alla spettanza dei singoli affreschi a ciascuno dei Carracci, sostanzialmente incontroversa è l'attribuzione delle scene dei soffitti. Per quel che riguarda i camini, invece, mentre è ampiamente condivisa l'individuazione di quello di mano di Ludovico, collocato nella prima sala, qualche dubbio permane sull'assegnazione di quelli delle altre due ad Annibale ed Agostino. Sembra comunque prevalere l'attribuzione al maggiore dei fratelli del camino della seconda sala e ad Annibale di quello della terza.

### Prima sala

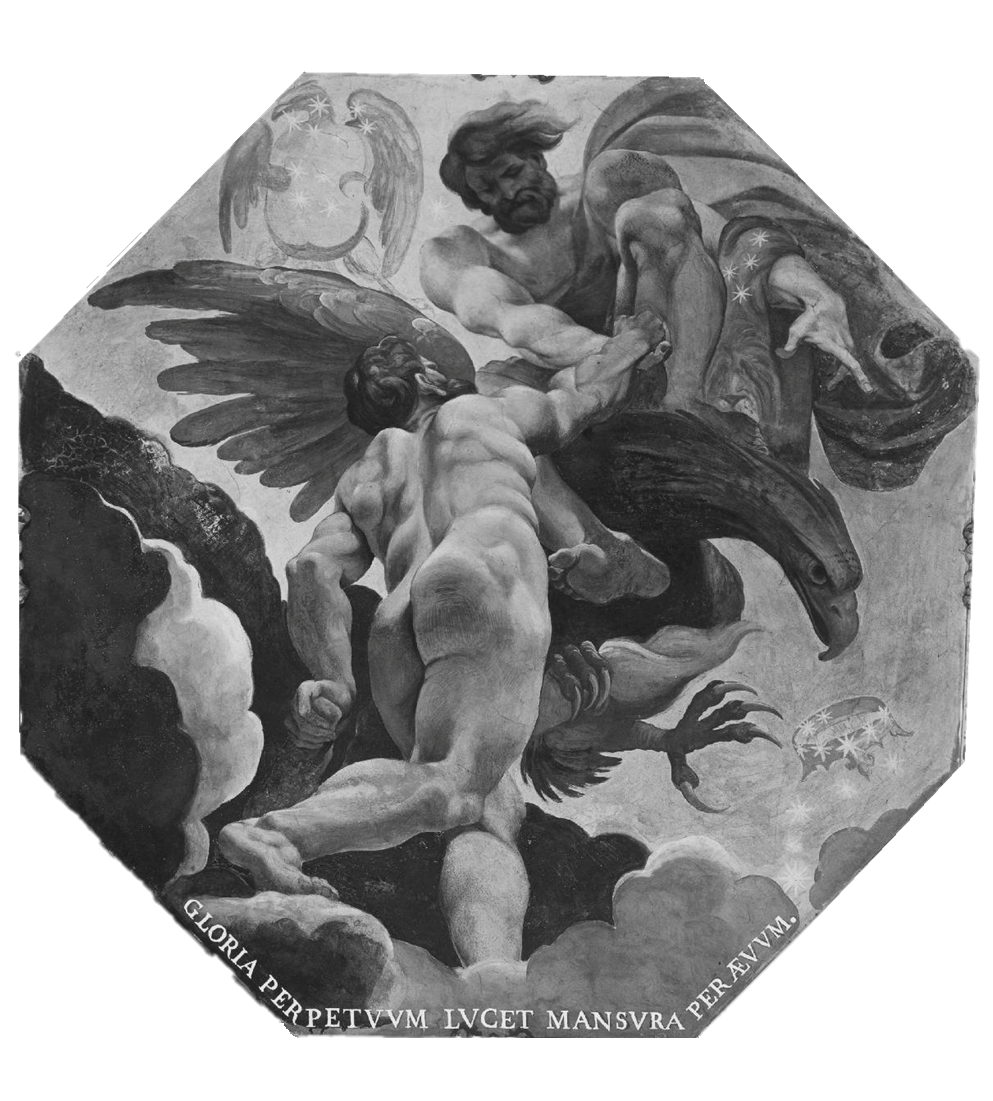
Ludovico Carracci, Giove accoglie Ercole nell'Olimpo (volta)

Sul soffitto è raffigurata, racchiusa in una ricca cornice ottagonale - scena unanimemente assegnata a Ludovico Carracci - l'apoteosi di Ercole accolto da Giove nell'Olimpo.
Il nerborutissimo eroe ascende verso il re degli dèi che, appollaiato sull'aquila che ne è simbolo, gli porge il braccio destro mentre col sinistro regge la pelle del leone di Nemea da Ercole già consegnatagli.
I simboli di varie costellazioni (del Leone, della Lira e la Corona Boreale) sono sparsi nell'affresco a sottolineare l’ambientazione celeste dell’evento.

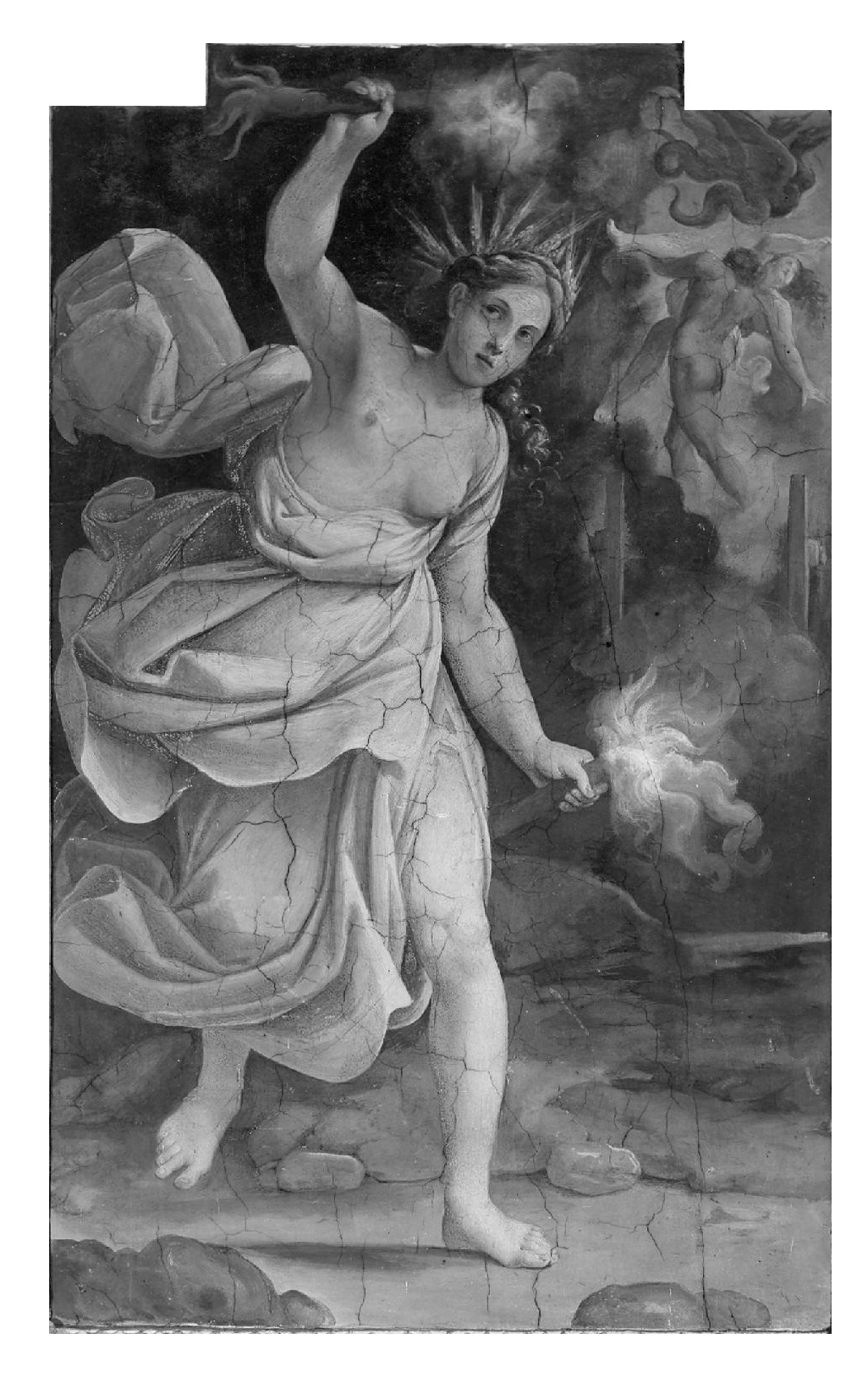
Ludovico Carracci, Cerere alla ricerca di Proserpina (camino)

Oltre alla complessiva ascendenza tibadelsca si è colto nel dipinto, e in specie nella figura di Giove, un chiaro riferimento al Dio Padre (o Cristo secondo altra interpretazione) che si vede nella Visione di Ezechiele di Raffaello, opera che fu a lungo a Bologna ove venne molto copiata ed era quindi ben nota agli artisti locali. In effetti la similitudine delle due figure sedute su un'aquila (presente in Raffaello come simbolo tetramorfico) appare chiaramente percepibile.
Nella parte inferiore dell'affresco della volta si legge in un'iscrizione in latino: «GLORIA PERPETUUM LUCET MANSURA PER ÆVUM» che rimanda alla memoria perpetua garantita dalla gloria e quindi all'immortalità che le sue gesta eroiche hanno guadagnato ad Ercole assunto in cielo da Giove.
Tale iscrizione peraltro è ripresa pressoché letteralmente da un epillio - il Culex - parte della Appendix Vergiliana.
Sempre a Ludovico spetta l'affresco sulla fuga del camino che raffigura Cerere - identificata da una corona di spighe - alla ricerca di sua figlia Proserpina rapita da Plutone. In primo piano la dea incede con delle torce in ogni mano (non è inusuale che nelle decorazioni di camini compaia del fuoco), mentre in secondo piano è raffigurata la scena del ratto. Due obelischi sopra i quali volteggiano degli esseri fantastici simboleggiano le porte degli inferi che Plutone si accinge a varcare portando con sé Proserpina.
In un cartiglio della cornice l'iscrizione latina recita: «USQUE MANET GLORIA FORMÆ» forse riferendosi alla bellezza di Proserpina destinata a rimanere, alludendo alla possibilità poi concessa alla figlia di Cerere di fare ritorno sulla terra ad ogni primavera.
L'affresco con Cerere mostra diverse assonanze con un altro dipinto (anche in questo caso si tratta della decorazione di un camino) eseguito poco prima dallo stesso Ludovico, raffigurante Alessandro Magno e Taide che incendiano Persepoli.

### Seconda sala

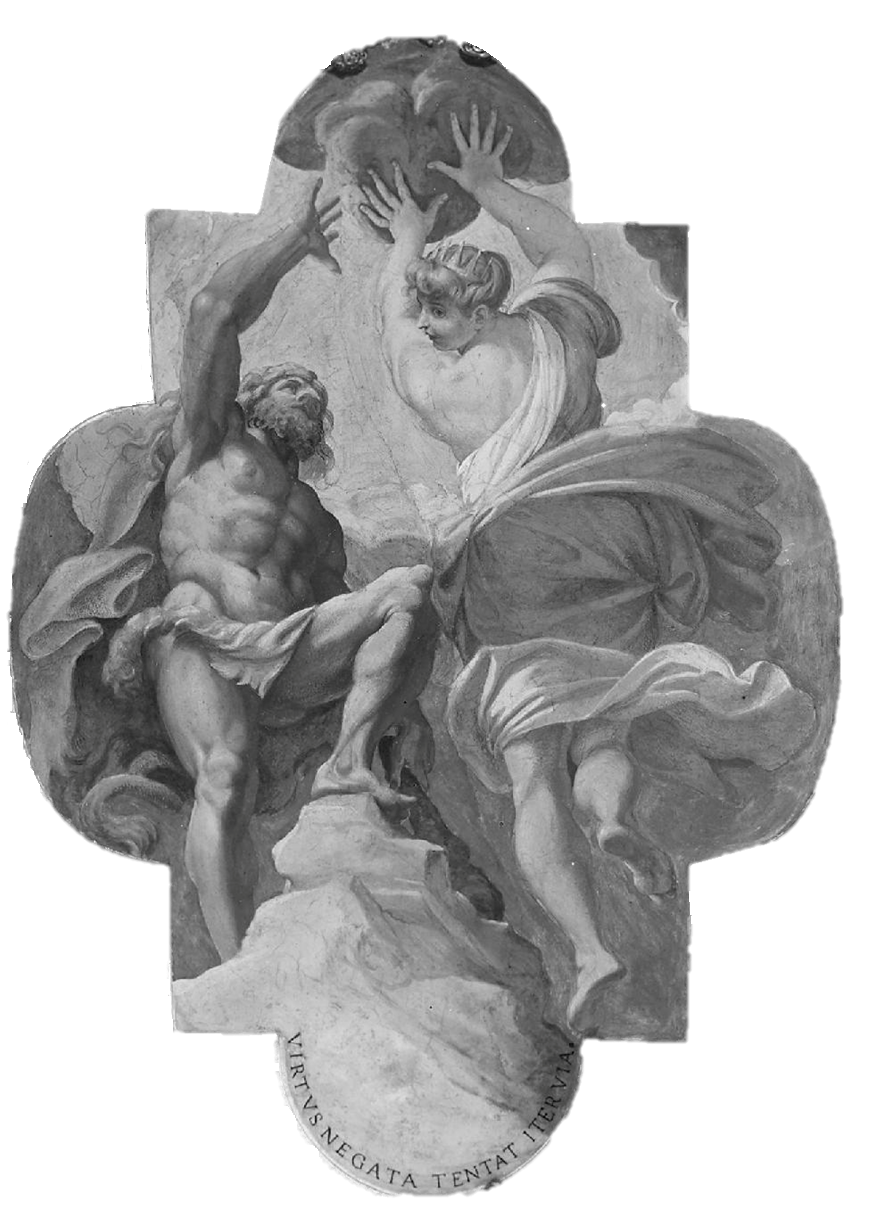
Annibale Carracci, Ercole guidato dalla Virtù (volta)

Nell'affresco della volta – spettante ad Annibale – anch'esso racchiuso in un’articolatissima cornice del Fiorini, Ercole è fronteggiato da una figura femminile di spalle, ma con il capo rivolto all'indietro, che si libra in volo. La donna, personificazione della Virtù, sta spostando delle nuvole: in tal modo rimuove l’ostacolo che impedisce all'eroe di proseguire. Ercole infatti, protendendosi da uno spunzone di roccia, sembra pronto a seguire la Virtù lungo la via del cielo che questa gli ha appena sgombrato.
Suggella il significato del dipinto l'iscrizione «VIRTUS NEGATA TENTAT ITER VIA» - tratta dalle Odi di Orazio (seconda Ode del libro terzo) - il cui significato è che la virtù rende possibile, a chi lo merita, il raggiungimento di mete negate ai più. 

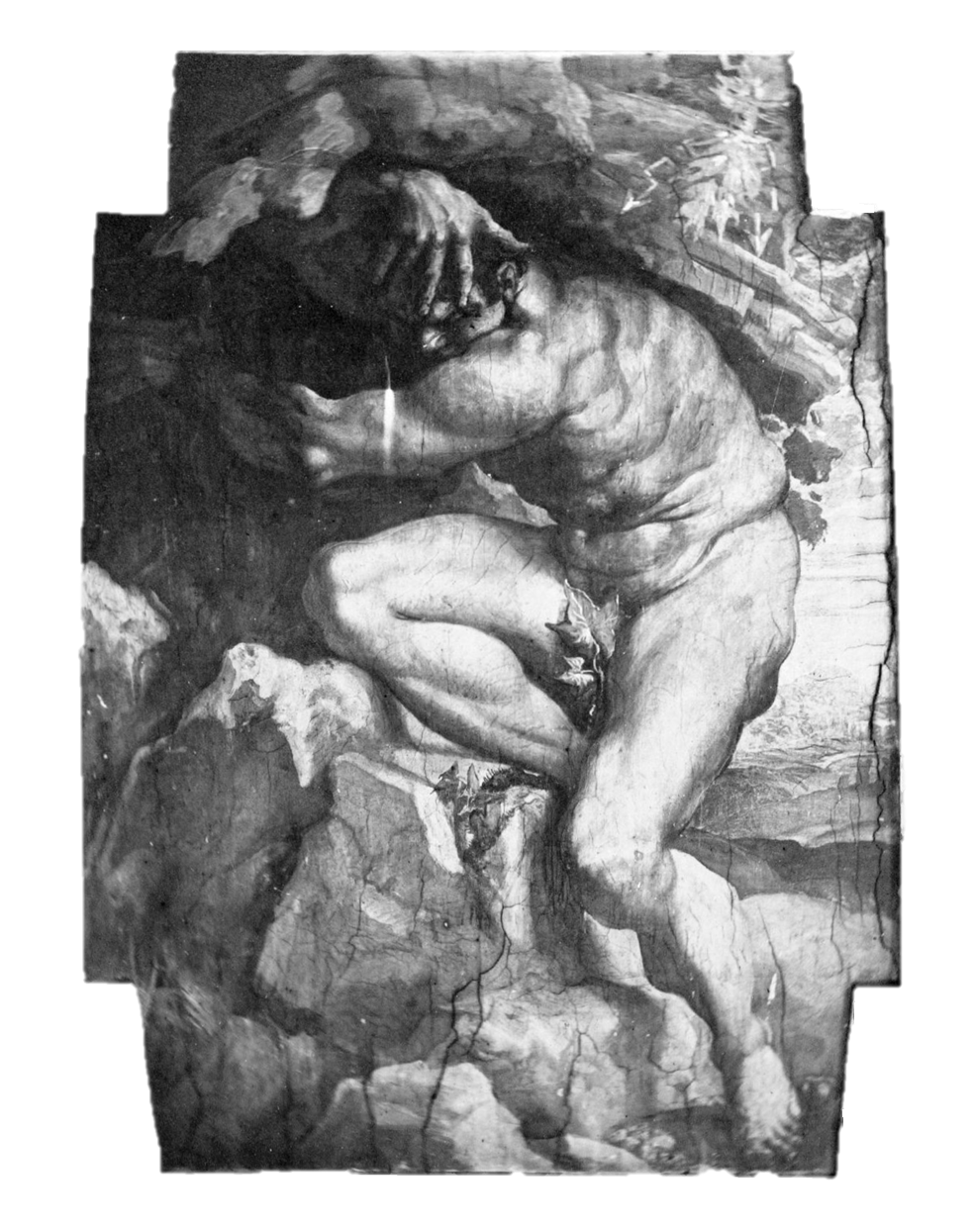
Agostino Carracci (?), Encelado travolto (camino)

Nella personificazione della Virtù dell'affresco di Annibale è stata colta una similitudine con i termini femminili di spalle del fregio con le Storie di Susanna (1551-1552) di Pellegrino Tibaldi, altra opera del pittore presente in Palazzo Poggi, figure a loro volta derivate dalla dea raffigurata di tergo nella celebre incisione del Giudizio di Paride, ideata da Raffaello e trasposta su rame da Marcantonio Raimondi. Al tempo stesso la bionda Virtù del soffitto sembra ricordare i tipi muliebri di Paolo Veronese.
Sul camino è raffigurato Encelado, uno dei Giganti che partecipò alla Gigantomachia, cioè la lotta contro gli dèi dell'Olimpo, e che per questo fu eternamente sepolto sotto una montagna (l'Etna in alcune versioni del mito). 
Immediato è il nesso tra l'affresco e l'iscrizione leggibile nella cornice «PRÆCIPITAT LAPSOS,» (Precipita i degenerati) che inneggia alla giusta punizione di chi ha avuto una condotta empia.
L'affresco con il Gigante è riferito da alcune fonti secentesche ad Annibale, attribuzione che compare anche un'incisione settecentesca di Carlo Pissari dedicata ai camini dei Carracci (vi compaiono, tra gli altri, anche i due ulteriori camini di Palazzo Sampieri). La critica moderna, viceversa, propende per Agostino.
Nella posa di Encelado e nella resa della sua muscolatura si è colto un rimando al demone che compare nelle Tentazioni di sant'Antonio abate, dipinto giovanile del Veronese originariamente collocato nel duomo di Mantova ed ora custodito nel Musée des Beaux-Arts di Caen.

### Terza sala

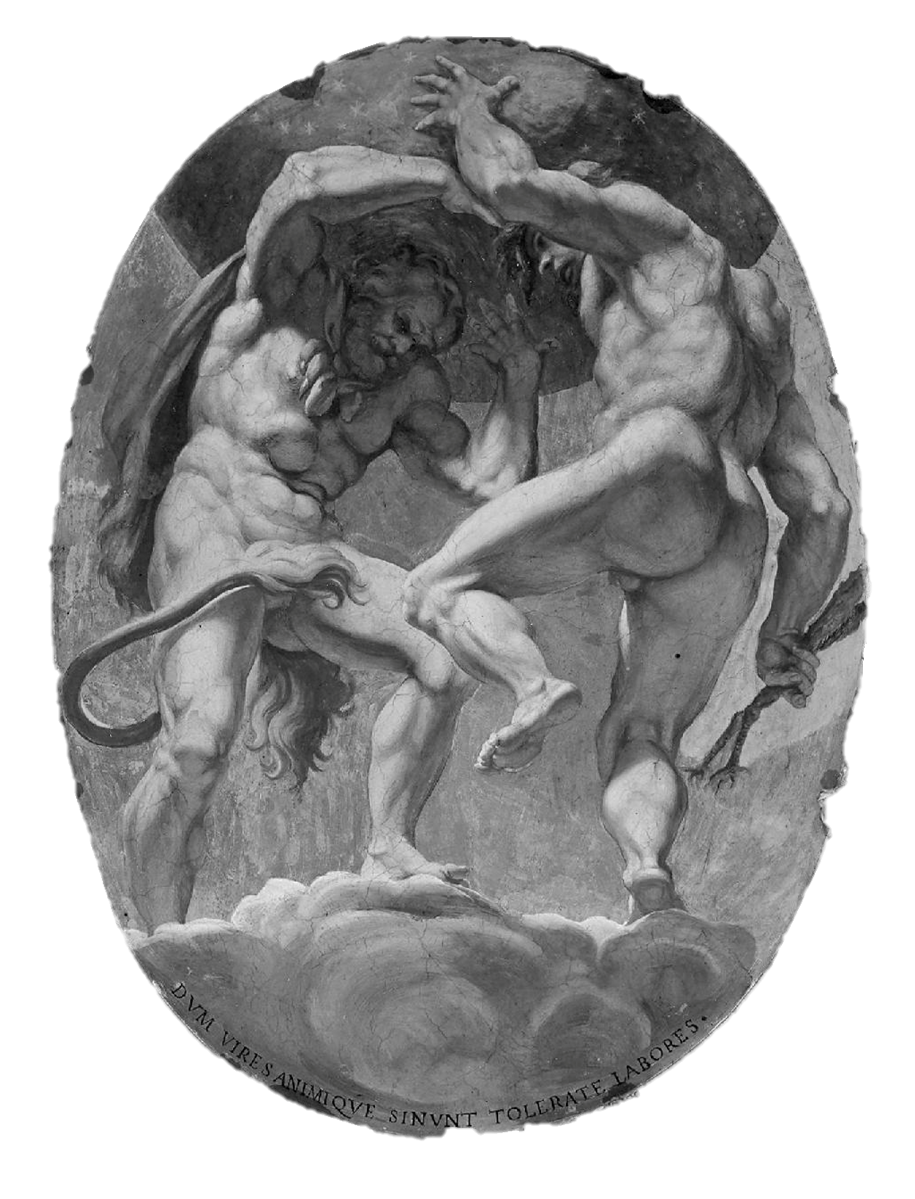
Agostino Carracci, Ercole aiuta Atlante a sostenere la volta celeste (volta)

La paternità di Agostino Carracci dell'affresco della volta è attestata già nella solenne orazione funebre dedicata al pittore nel 1603 da Lucio Faberio, notaio della Compagnia dei pittori di Bologna, ridata alle stampe (e così giunta sino a noi) dal Malvasia nella Felsina Pittrice (1676). Spettanza mai messa in dubbio dalla critica moderna ed anzi definitivamente confermata dalla individuazione nel Musée des Beaux-Arts et d’Archéologie di Besançon di un bel disegno del maggiore dei fratelli Carracci preparatorio della figura di Ercole. 

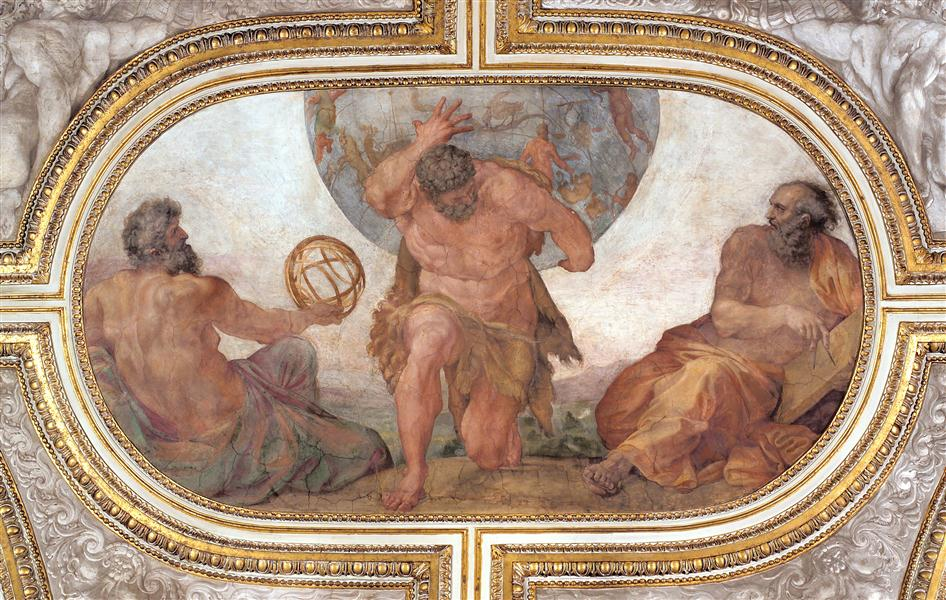
Annibale Carracci, Ercole regge il globo, 1595 ca., Roma, Palazzo Farnese

Come dimostrato dallo storico dell'arte canadese John Rupert Martin in alcuni fondamentali studi sul Camerino Farnese il tema di Ercole e Atlante che insieme reggono la volta celeste ha un complesso significato allegorico che rimanda alla diade vita attiva (Ercole) e vita contemplativa (Atlante), una delle cui più significative trattazioni è data dal mitografo Achille Bocchi (non a caso bolognese) nel libro Symbolicarum quaestionum de universo genere quas serio ludebat libri quinque (Bologna nel 1555, testo che in edizioni successive fu illustrato anche dallo stesso Agostino Carracci).
Quest'affresco di Agostino è l'immediato precedente dell'Ercole che regge il globo di Annibale raffigurato all'incirca un anno dopo nell'appartamento privato del cardinale Odoardo Farnese a Roma.
Il testo in latino inserito nel dipinto della volta della terza sala recita «DUM VIRES ANIMIQUE SINUNT TOLERATE LABORES» - la fonte da cui è tratto è l'Ars amatoria di Ovidio (II, 669-670): incitazione ad affrontare strumentante le fatiche della vita.
Sul camino è raffigurata la punizione di Caco ad opera di Ercole. Caco, infatti, aveva rubato al semidio i buoi di Gerione; avvedutosene Ercole affrontò il mostruoso ladro e lo uccise. 

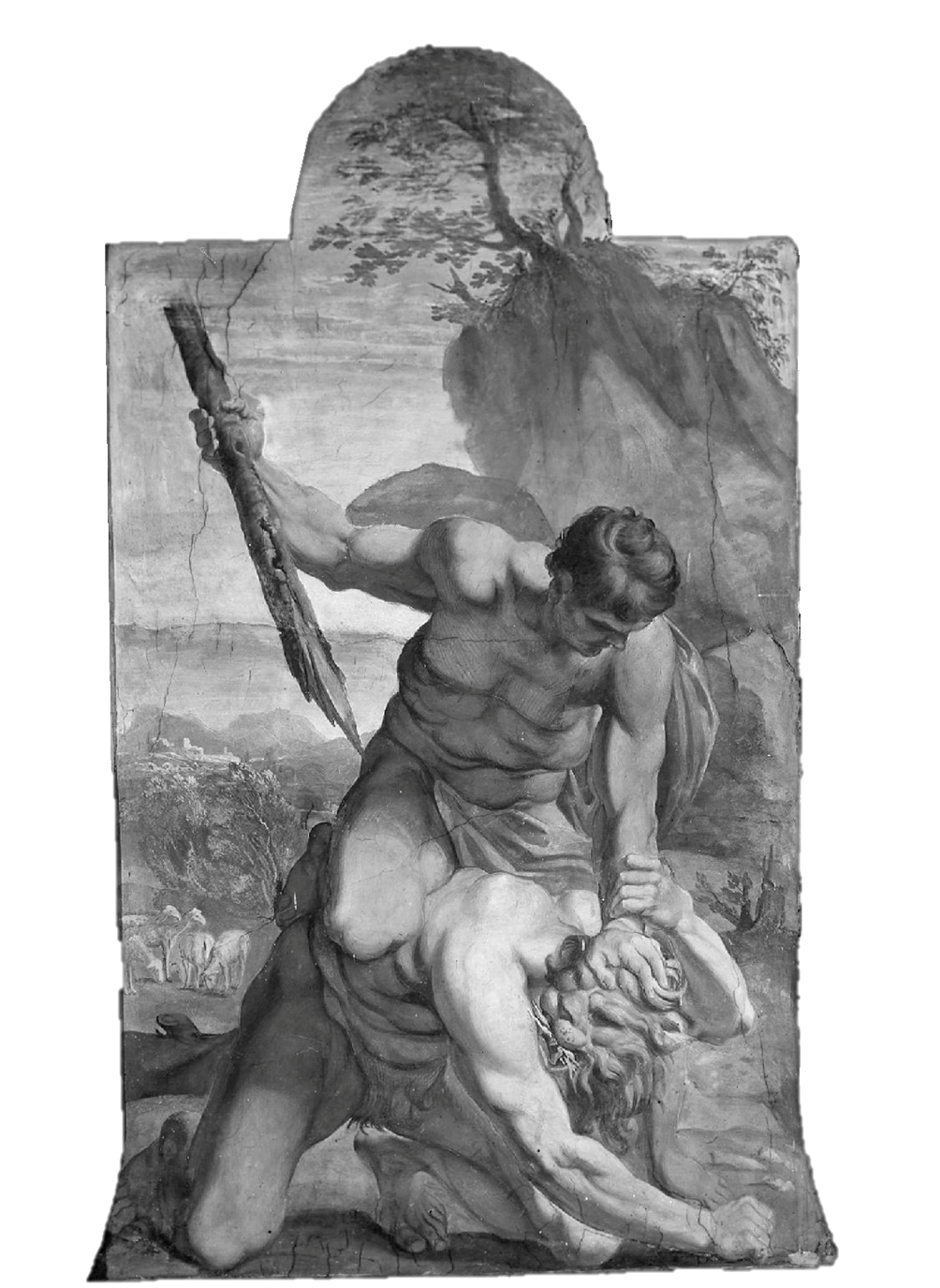
Annibale Carracci (?), Ercole punisce Caco (camino)

Anche in questo caso, come per il camino della sala precedente, vi sono delle circostanze che hanno reso dubbia l'attribuzione del dipinto all'uno o all'altro dei fratelli Carracci. Nel Rijksmuseum, infatti, è conservato un foglio che sia nel recto che nel verso contiene degli studi di Ercole che sottomette il predone spettanti ad Agostino. Inoltre, nell'incisione del Pisarri relativa a questo camino l'opera è riferita nuovamente al maggiore dei fratelli.
D'altra parte nel Metropolitan Museum di New York è custodito un mirabile disegno preparatorio della figura di Caco, oggi unanimemente attribuito ad Annibale. Ed è proprio al fratello minore che attualmente è in larga prevalenza assegnato il camino con la lotta tra Ercole e Caco.
L'iscrizione relativa a questo episodio, tratta dalle Georgiche di Virgilio (IV, 443), ammonisce: «NULLA FUGAM REPERIT FALLACIA», cioè l'inganno (alludendo alla stratagemma col quale Caco pensò di sottrarsi all'ira dell'eroe derubato) non è una via di scampo.
Sul piano compositivo la figura di Ercole di questo camino richiama quella di Polifemo affrescata dal Tibaldi, di nuovo nelle già più volte citate Storie di Ercole di Palazzo Poggi, nella raffigurazione dell'episodio in cui Ulisse e suoi compagni scappano dall'antro del ciclope.
Alla lotta tra Ercole e il suo antagonista fa da sfondo un bel brano di paesaggio ove, in secondo piano, Annibale ha raffigurato, in luogo dei mitici buoi di Gerione, un assai più consueto gregge di pecore.

## Significato iconografico

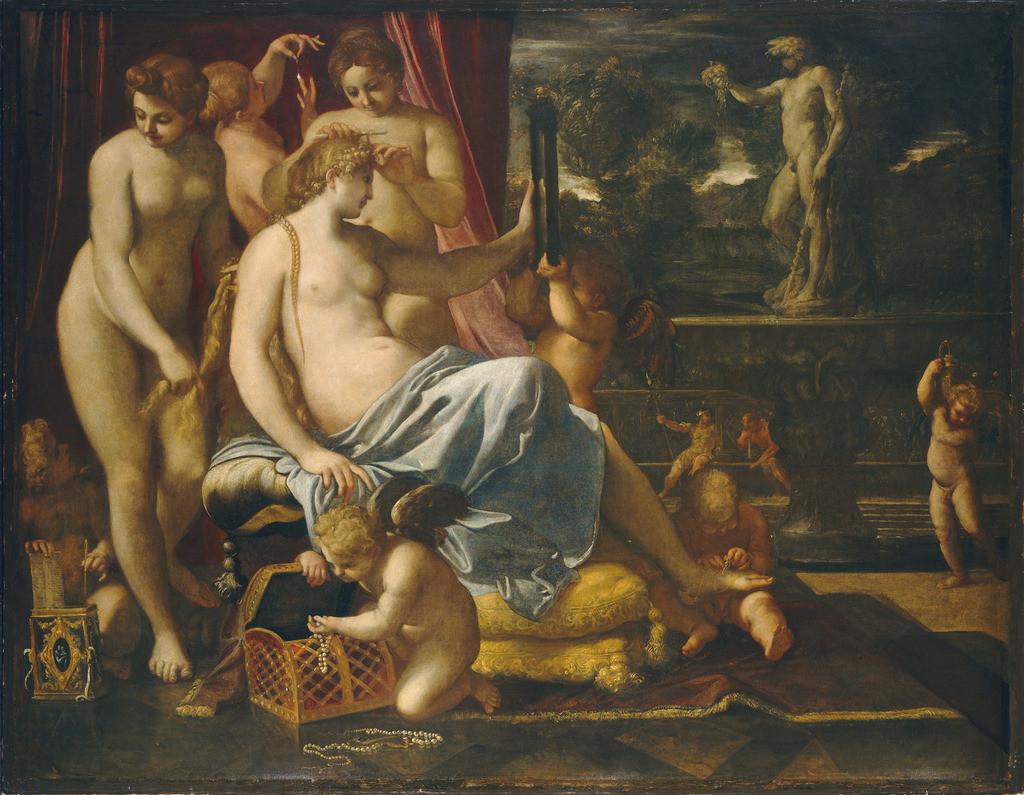
Annibale Carracci, Venere abbigliata dalle grazie, 1590-95, Washington, National Gallery of Art

Alcune peculiarità delle pitture di Palazzo Sampieri ne rendono piuttosto incerta l’interpretazione iconografica. Innanzitutto, qui non compare, a differenza di quanto non si riscontri solitamente nelle decorazioni che hanno per protagonista l’eroe, nessuno degli episodi consueti dell’iconografia di Ercole ed in particolare nessuno degli affreschi di Strada Maggiore raffigura qualcuna delle sue celebri fatiche.
Altro elemento di dubbio deriva dall'ordine di disposizione delle stanze del palazzo. Nella prima sala, infatti, è raffigurata la scena dell’ascesa all'Olimpo che dovrebbe essere la conclusione della vicenda di Ercole e che quindi avrebbe dovuto avere più logica collocazione nell'ultimo ambiente oggetto dell’intervento decorativo (salvo non si ipotizzi che al tempo di esecuzione dei dipinti l’ingresso alle sale affrescate avesse altra collocazione poi mutata nel tempo a seguito di eventuali ristrutturazioni della dimora).
Fatto questo che lascia pensare che gli episodi delle tre stanze carraccesche non siano stati concepiti come una vera e propria sequenza narrativa ma piuttosto che ogni sala costituisca un elemento a sé stante ove tra l’affresco del soffitto e quello del camino sussiste un rapporto di contrapposizione tra la virtù incarnata da Ercole, sulle volte,  ed episodi, nei camini, in cui si assiste (come è più chiaro negli episodi con Encelado e Caco) alle conseguenze nefaste di scelte e condotte di tipo opposto.
Altra particolarità dei dipinti è data dalla presenza di Cerere: tra la dea ed Ercole infatti, nel mito classico, non si rintraccia alcun nesso. Anche qui comunque è apparso possibile individuare un rapporto di contrapposizione tra la volta e il camino: nella prima vi è la salita all'Empireo di Ercole, sul secondo la discesa agli inferi di Proserpina e quindi di Cerere che tenta di trarre in salvo sua figlia.
Ma è proprio l'inconsueta presenza di Cerere che da ultimo è stata posta a base di una nuova proposta di lettura degli affreschi di casa Sampieri. È stato infatti notato che nel De raptu Proserpinae di Claudiano (peraltro oggetto di alcune volgarizzazioni cinquecentesche), appunto dedicato alla stessa vicenda raffigurata da Ludovico Carracci sul camino della prima sala, nella Praefatio al secondo libro Orfeo dedica un lungo canto alle imprese di Ercole ove si fa menzione sia dell'uccisione di Caco sia dell'episodio in cui l’eroe si fa carico della volta celeste, fatto enunciato proprio in chiusura del canto di Orfeo così come l'affresco con Ercole e Atlante compare nell'ultima sala del palazzo di Astorre Sampieri (salva la congettura di un sopravvenuto mutamento dello stato dei luoghi). Di qui l'ipotesi che il De raptu Proserpinae possa essere stato la fonte del programma iconografico dell'ultima opera collettiva dei Carracci.

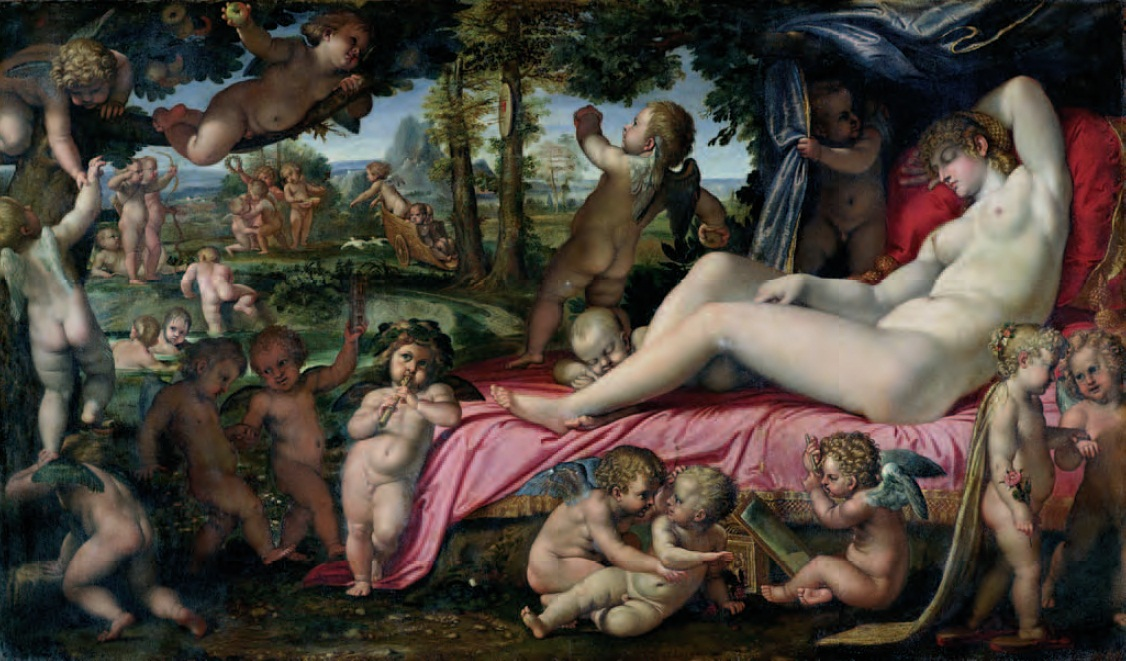
Annibale Carracci, Venere dormiente con amorini, 1602 ca., Chantilly, Museo Condé

Si può rilevare, infine, che Claudiano è un poeta che si incontra più volte nel percorso artistico carraccesco e segnatamente di Annibale, trovandosi richiami alla sua opera in un dipinto raffigurante Venere abbigliata dalle grazie (National Gallery of Art) - tela cronologicamente vicina agli affreschi di casa Sampieri -, nella Venere dormiente con amorini di Chantilly e forsanche nella Galleria Farnese.
Ignota è l’identità dell'ideatore del programma dei dipinti di Strada Maggiore che in ogni caso deve essere stato persona di vasta cultura classica come si evince dalle dotte citazioni delle iscrizioni. Potrebbe trattarsi dello stesso Astorre Sampieri.

## Disegni preparatori
I disegni preparatori degli affreschi Sampieri pervenutici sono solo quattro (già citati in precedenza): i due schizzi di Agostino sul recto e sul verso del medesimo foglio del Rijksmuseum, lo studio dello stesso Agostino per l'Ercole che regge il globo e infine il bellissimo disegno di Annibale per la figura di Caco del Metropolitan Museum di New York. Quest'ultimo (significativamente) fu per molto tempo considerato opera di Rubens sino a quando non se ne comprese il nesso con il camino di Strada Maggiore.
A queste prove grafiche può forse aggiungersi un ulteriore disegno di Agostino Carracci raffigurante la lotta tra Ercole e l'Idra, scena che non compare nelle sale di Palazzo Sampieri e che potrebbe essere una prima idea poi sostituita con l'episodio di Caco. 

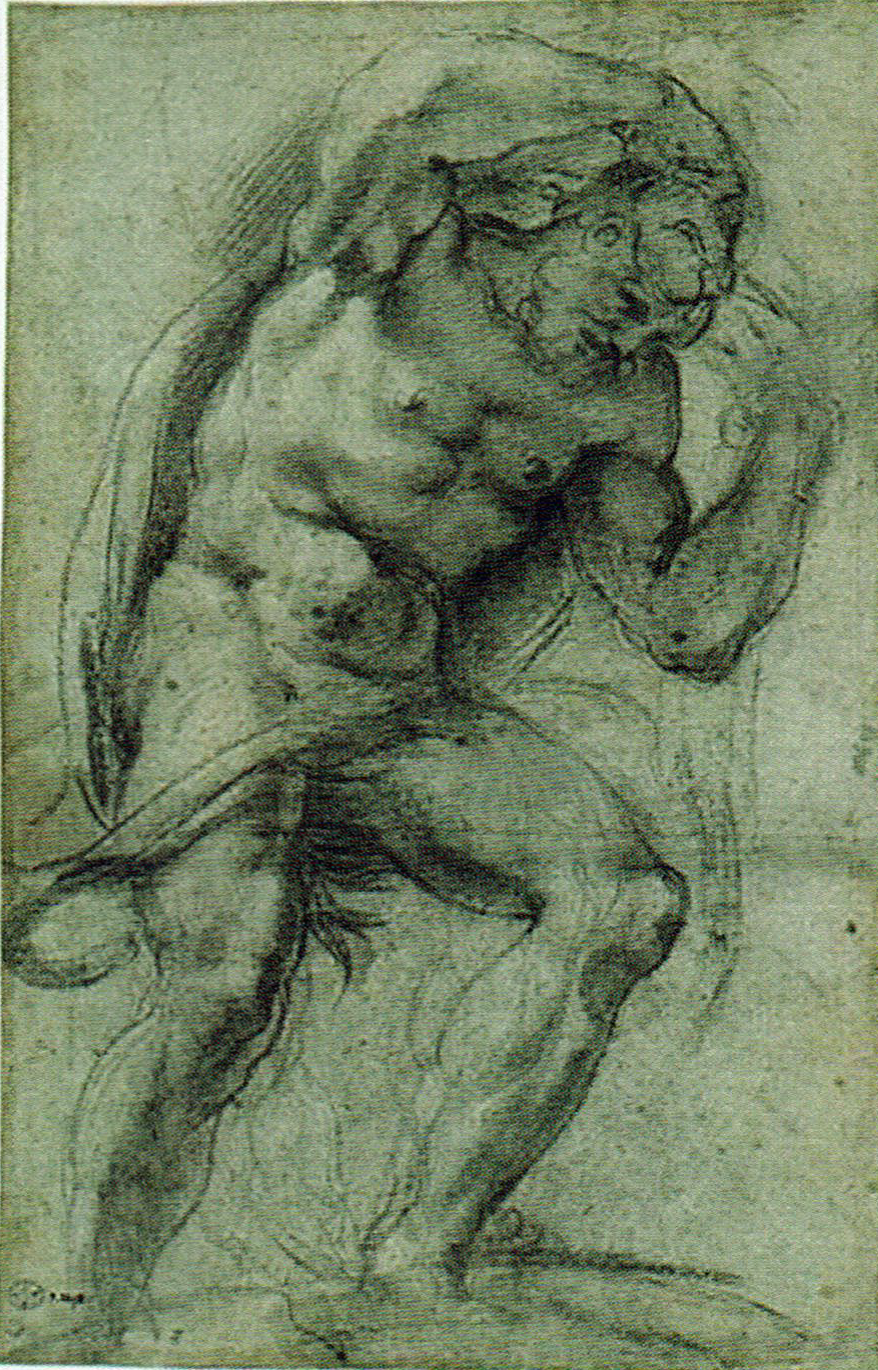
Agostino Carracci, Ercole regge il globo, Besançon, Musée des Beaux-Arts et d’Archéologie
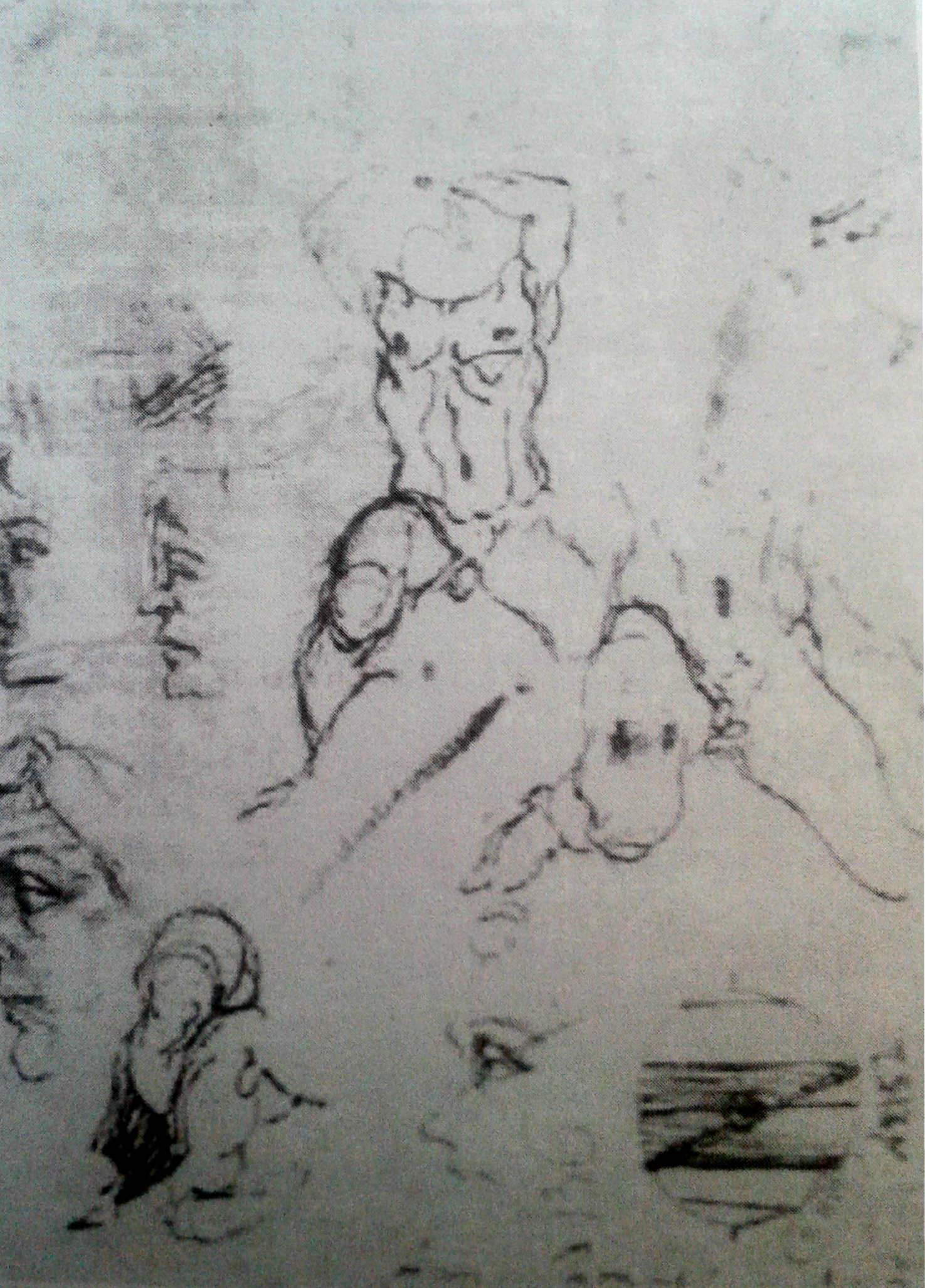
Agostino Carracci, Studi per la figura di Ercole, Amsterdam, Rijksmuseum
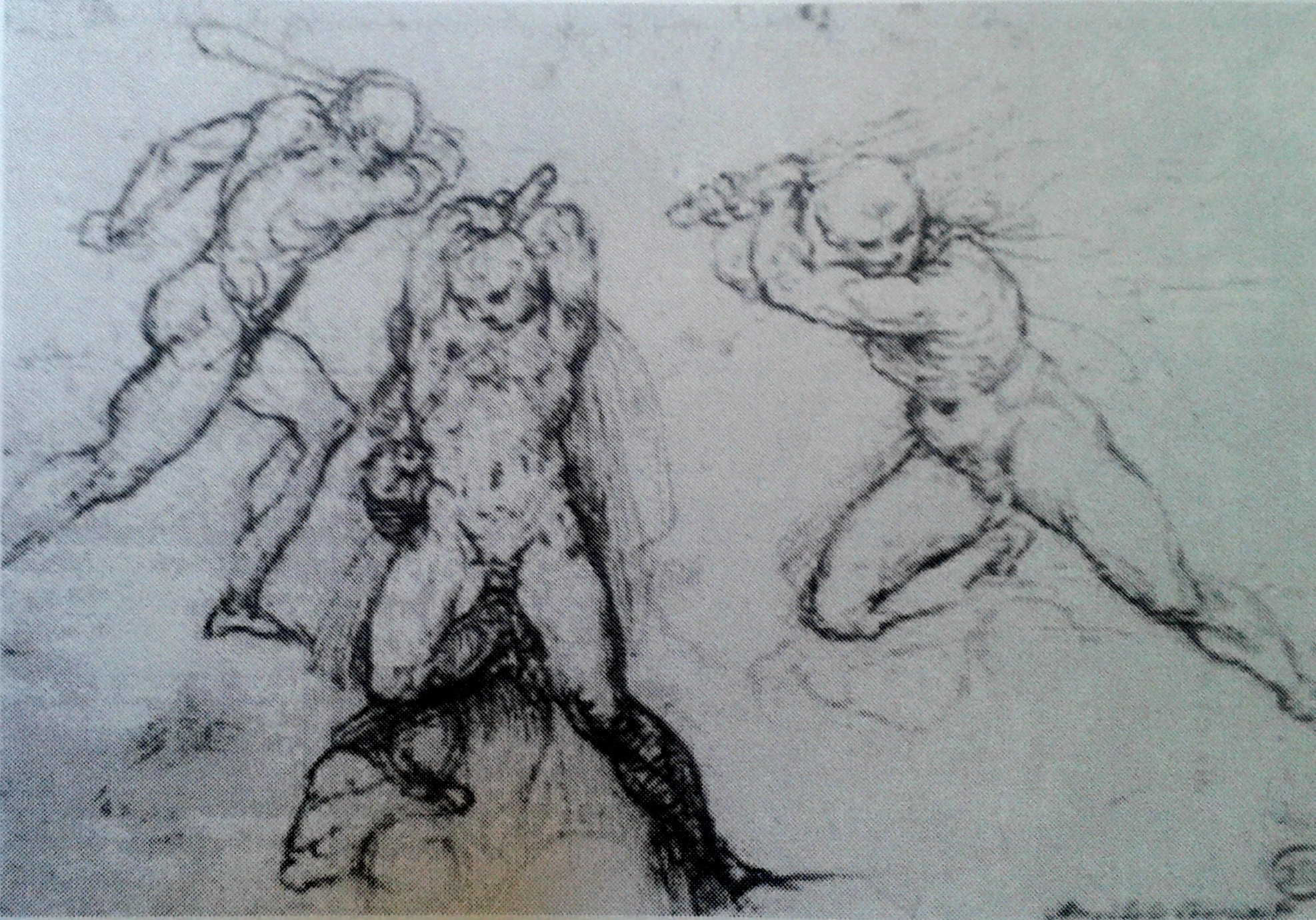
Agostino Carracci, Studi per la figura di Ercole, Amsterdam, Rijksmuseum
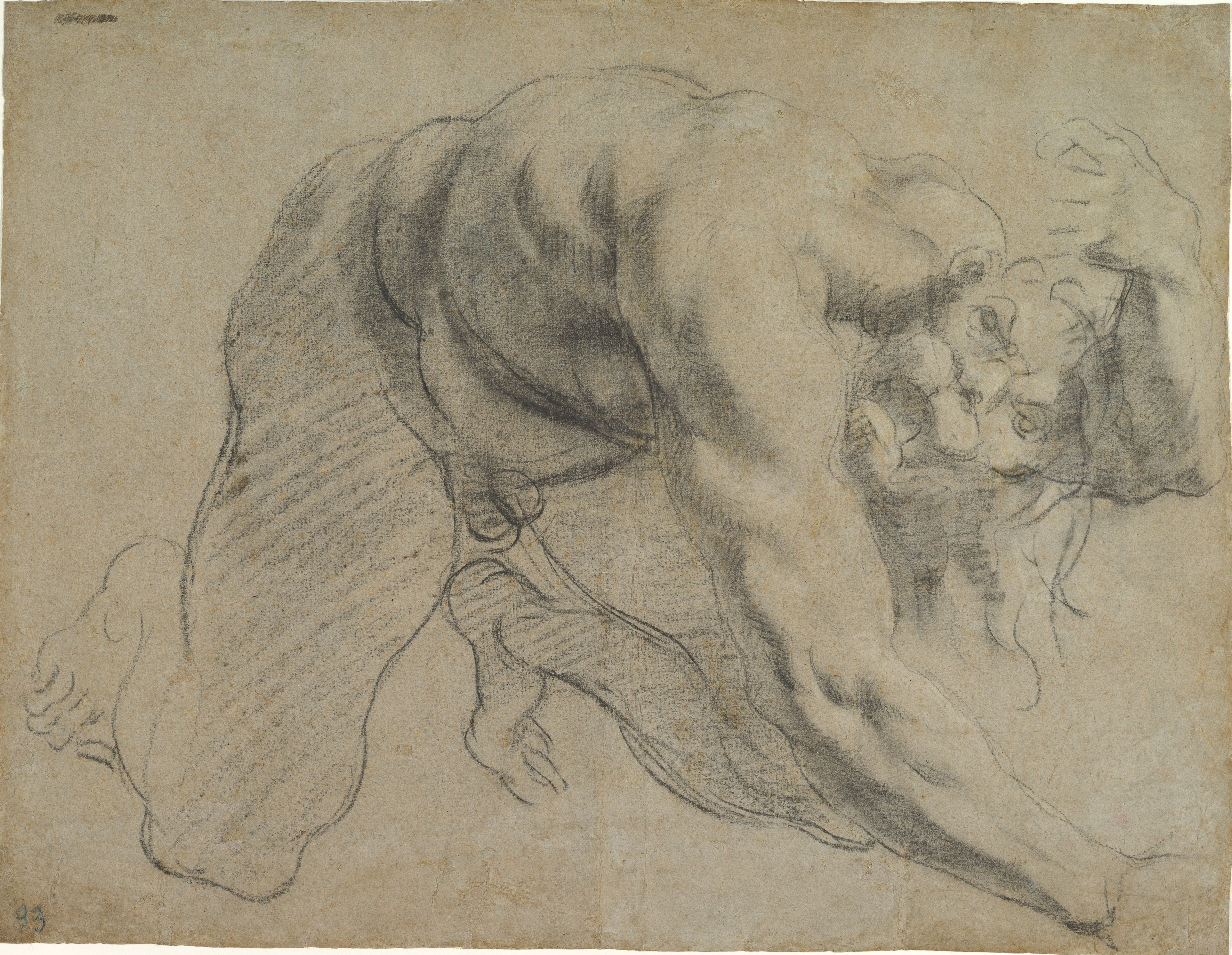
Annibale Carracci, Caco, New York, Metropolitan Museum of Art
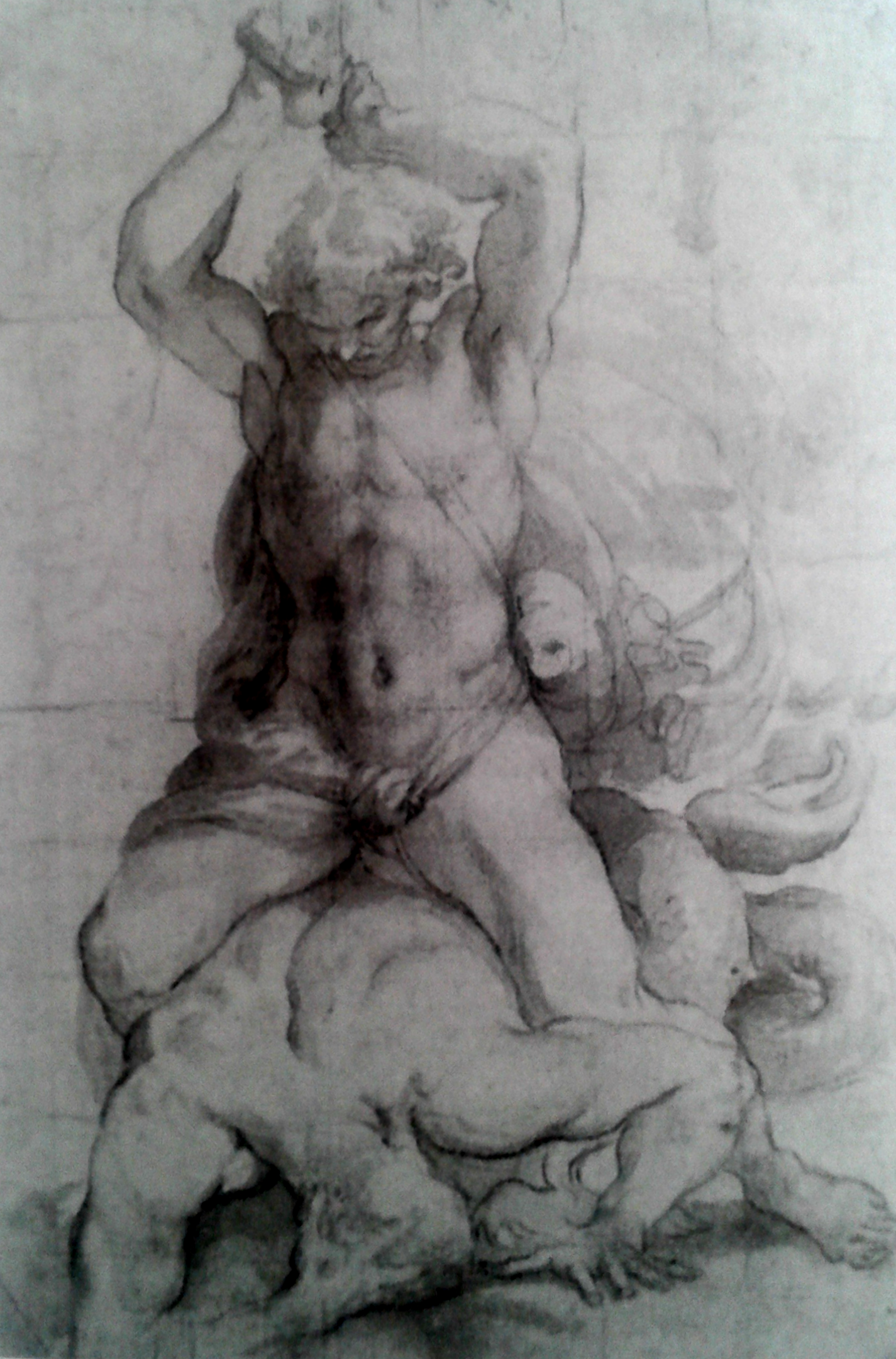
Agostino Carracci, Ercole e l'Idra, Oxford, The Governing Body Christ Church

## Galleria delle altre opere citate

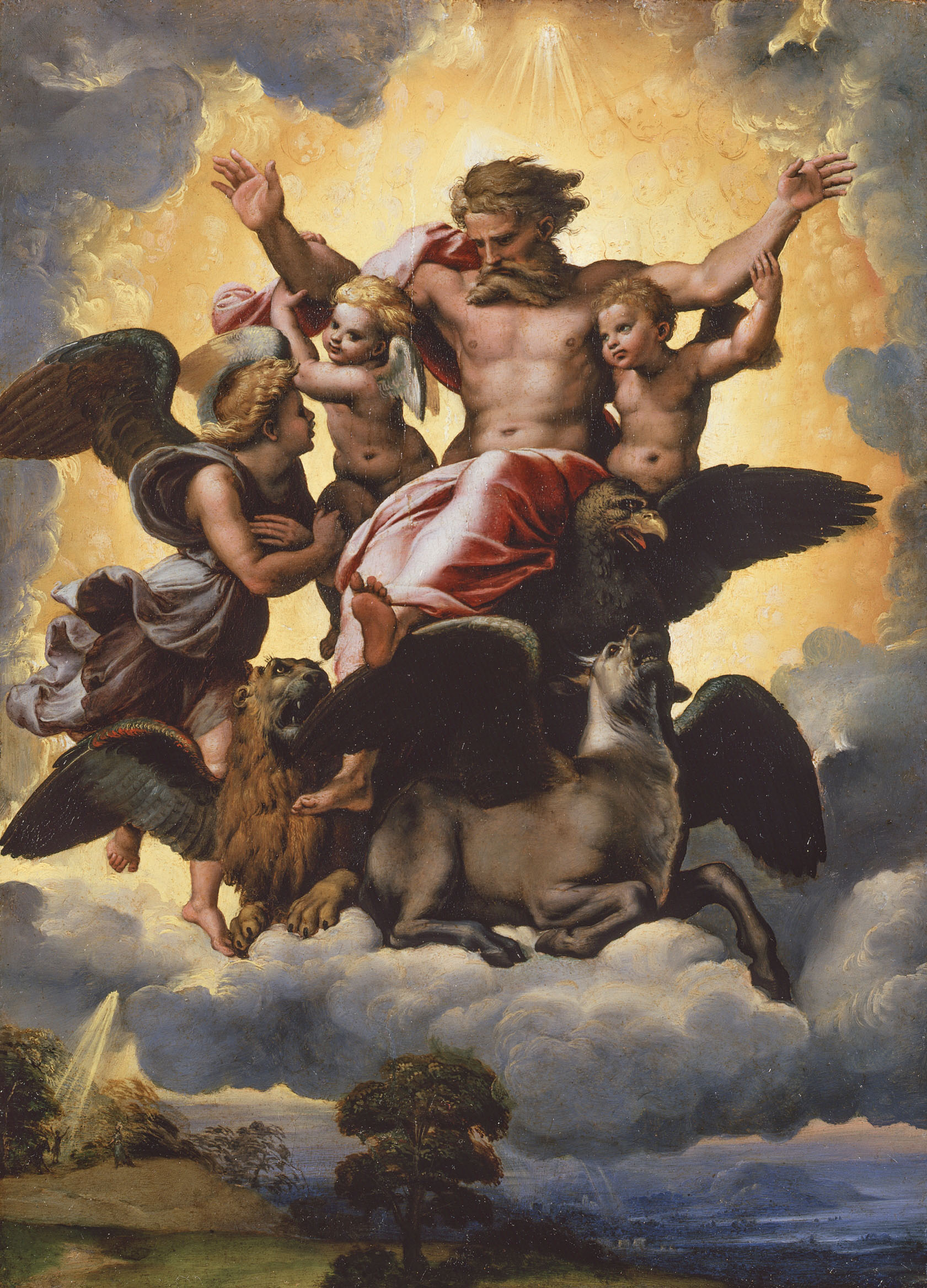
Raffaello, Visione di Ezechiele, 1518 circa, Firenze, Galleria Palatina.
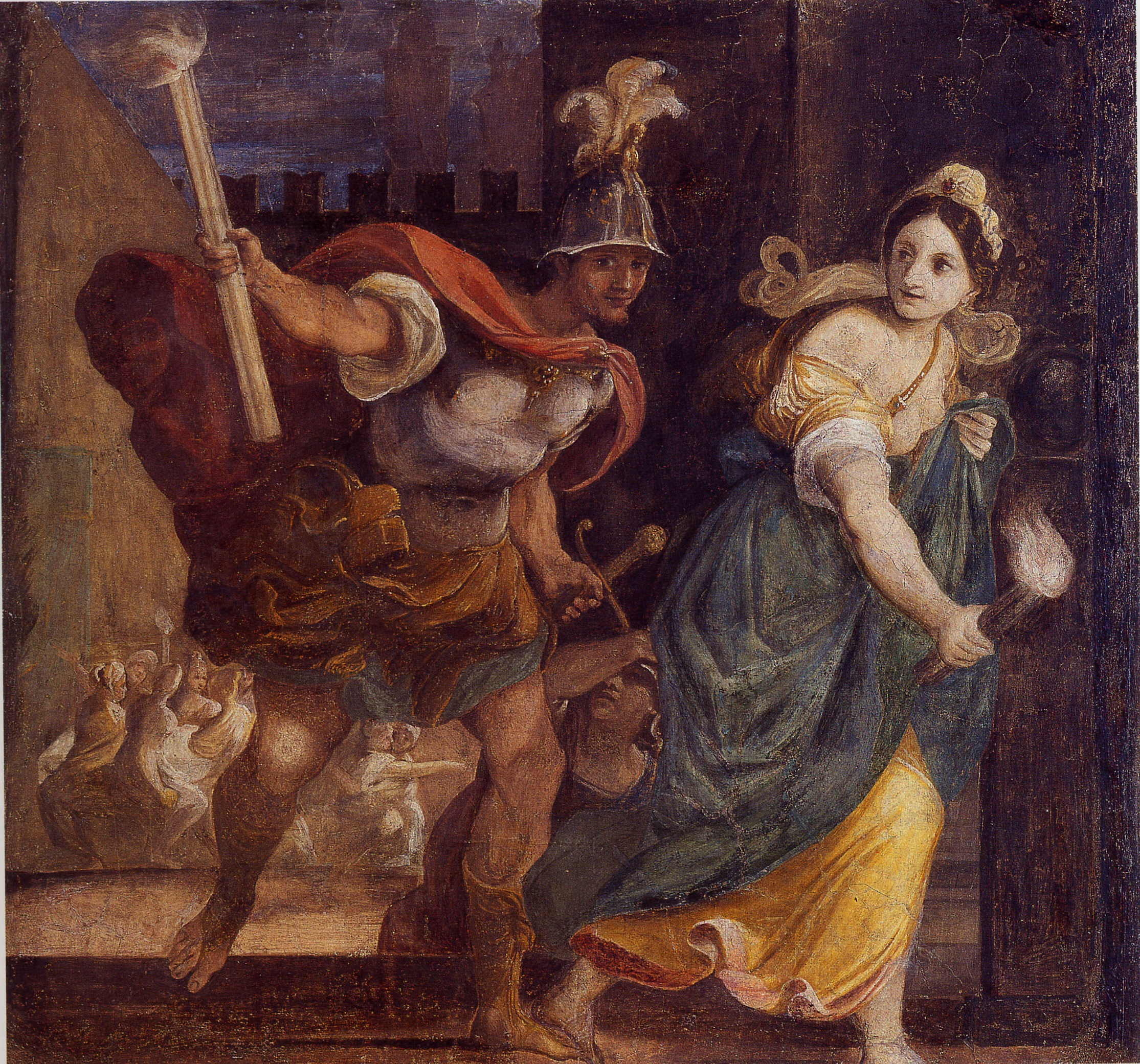
Ludovico Carracci, Alessandro e Taide incendiano Persepoli, 1592, Bologna, Palazzo Francia.
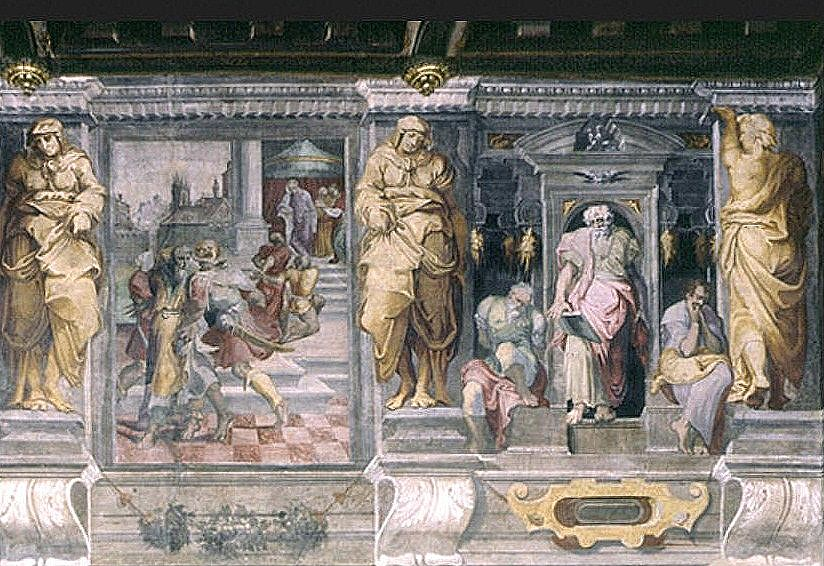
Pellegrino Tibaldi, Storie di Susanna, 1551-1552, Bologna, Palazzo Poggi.
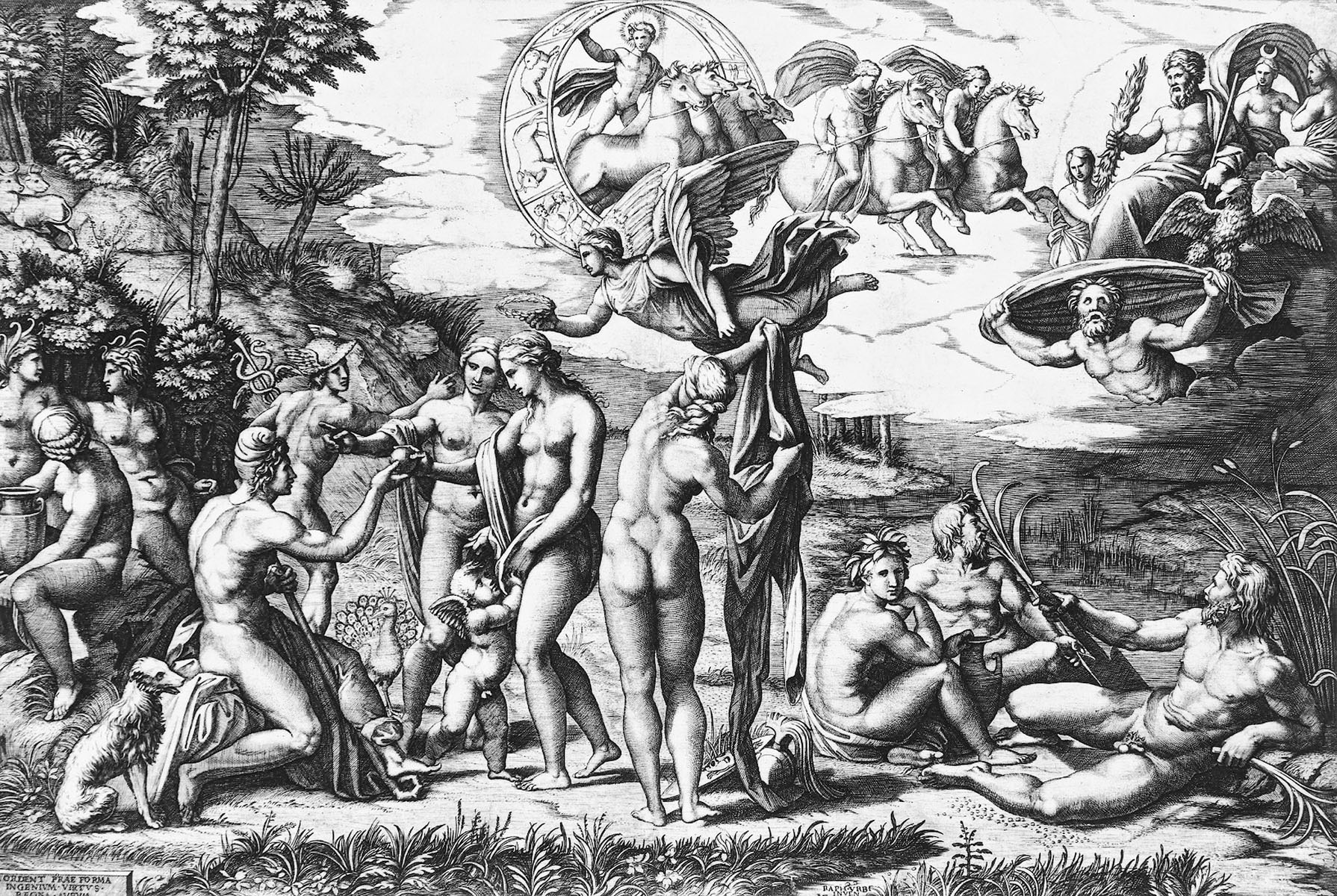
Marcantonio Raimondi da Raffaello, Giudizio di Paride, 1515-1516.
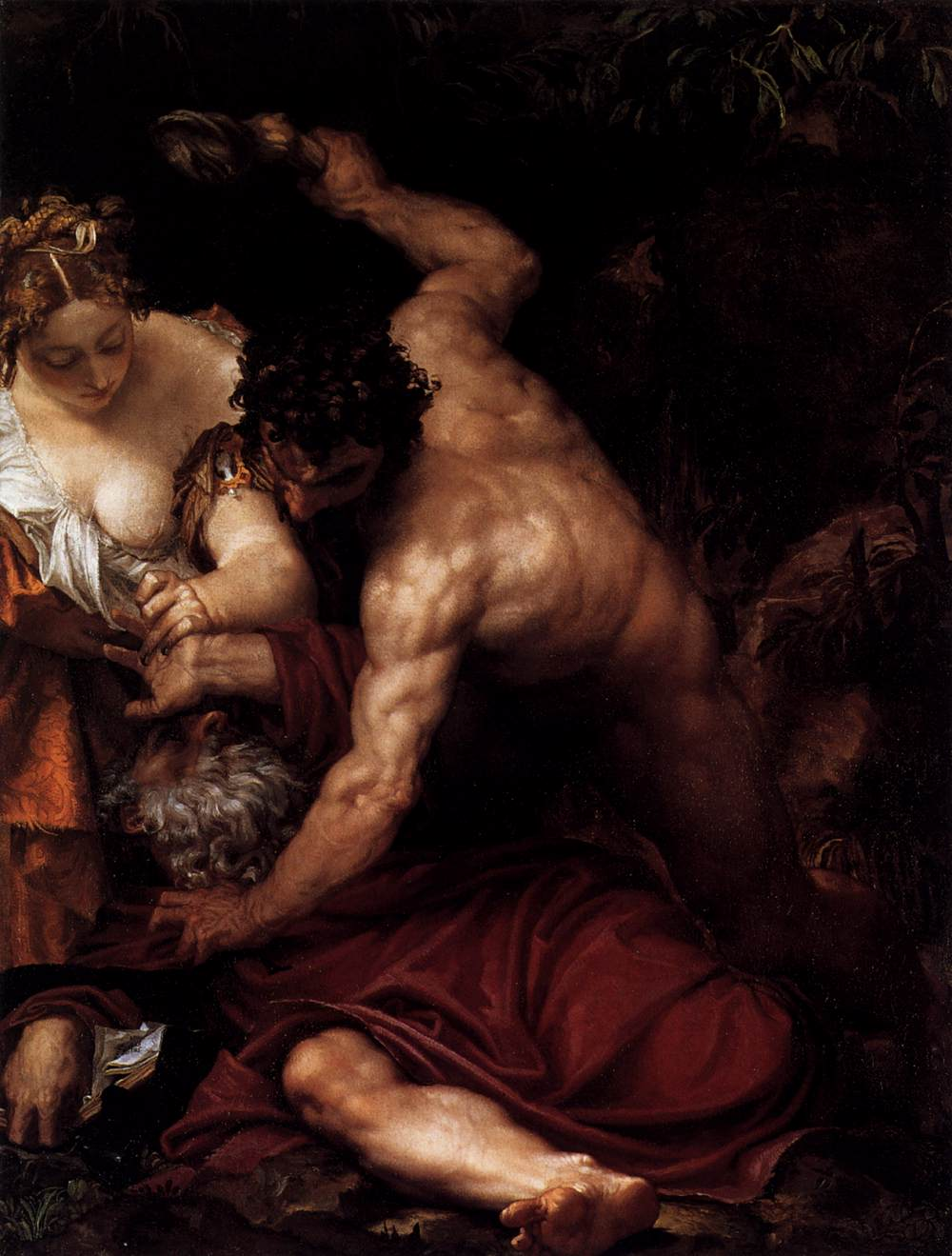
Paolo Veronese, Tentazioni di sant'Antonio abate, 1552-1553, Caen, Musée des Beaux-Arts.
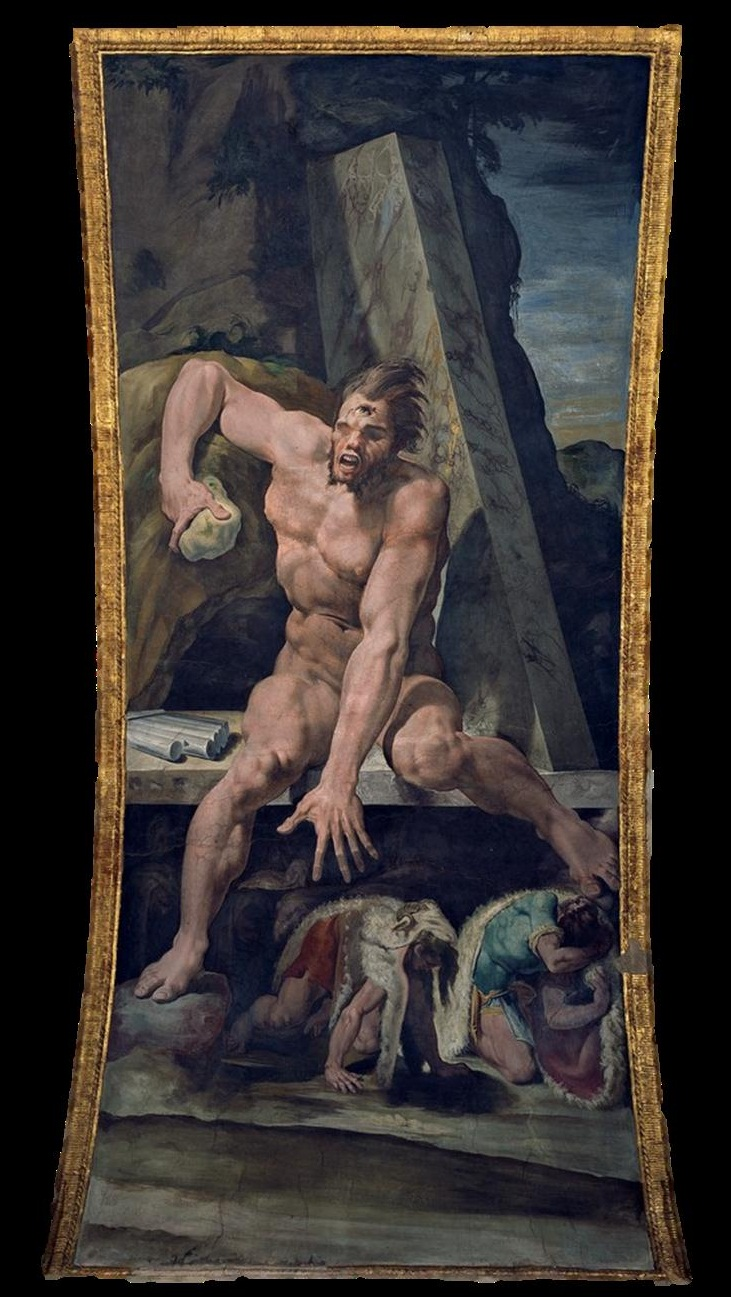
Pellegrino Tibaldi, Ulisse fugge da Polifemo (Storie di Ulisse), 1550 ca., Bologna, Palazzo Poggi.

## L'aggiunta del Guercino

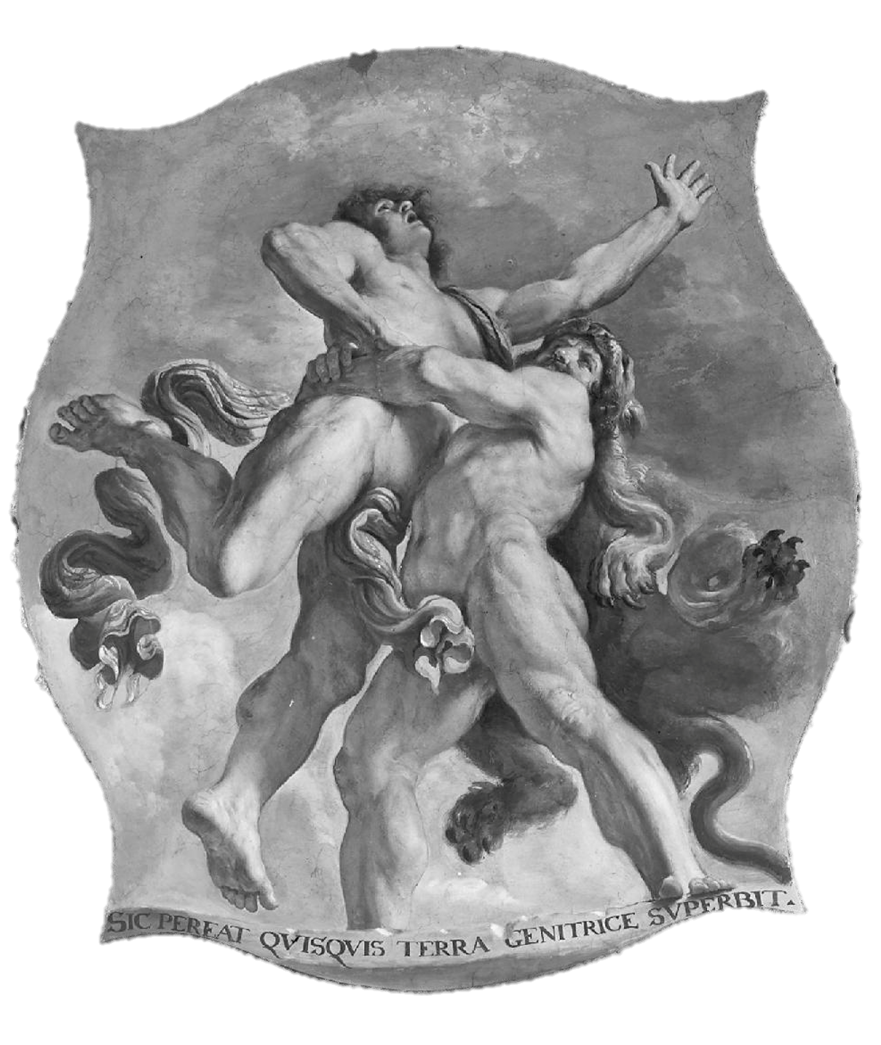
Guercino, Ercole e Anteo

Diversi anni dopo l'esecuzione del ciclo carraccesco, nel 1631, a Palazzo Sampieri fu chiamato il Guercino per decorare le volte di due ulteriori stanze della dimora ancora con scene della vita di Ercole, in continuità iconografica con gli affreschi di Annibale, Agostino e Ludovico. 

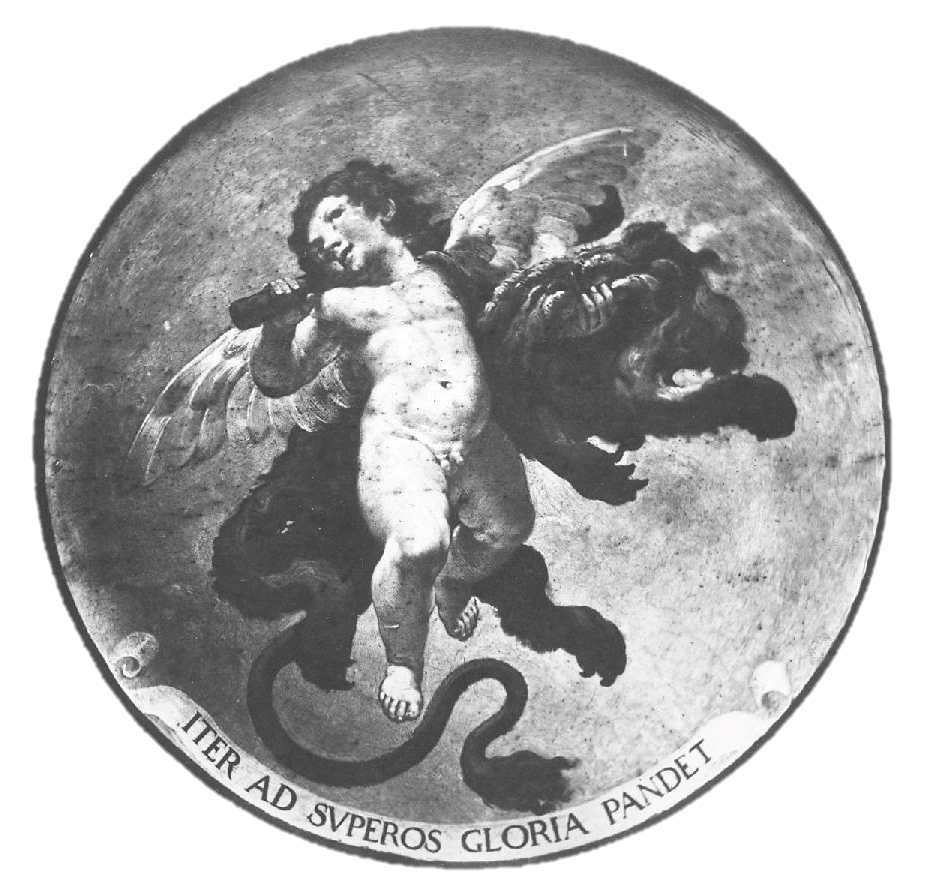
Guercino, Ercole fanciullo (opera distrutta)

Sulle volte di questi altri due ambienti Guercino raffigurò la lotta tra Ercole e Anteo e (nell'altro vano) Ercole fanciullo.
Quest'ultimo affresco andò successivamente distrutto, nel 1876, durante una mal riuscita operazione di stacco.
Come nei precedenti dei Carracci nelle due scene del Barbieri compaiono delle iscrizioni in latino che compendiano i dipinti. A commento della sopraffazione di Anteo si legge «SIC PEREAT QUISQUIS TERRA GENITRICE SUPERBIT» chiara allusione alla presunta (e fallace) invincibilità del Gigante, invulnerabile se a contatto con la terra, cioè sua madre Gea, della quale però Ercole ha ragione sollevandolo dal suolo e stritolandolo.
Accompagnava l'affresco perduto la scritta «ITER AD SUPEROS GLORIA PANDET» che annuncia il percorso glorioso cui Ercole è destinato. La fonte di questa seconda iscrizione (sconosciuta resta quella della prima) è l'Hercules Oetaeus di Seneca.